# Royaume des Asturies
Cet article concerne royaume des Asturies d’un point de vue historique (718-925). Pour la communauté autonome des Asturies contemporaine, voir Principauté des Asturies. Pour les souverains asturiens, voir Liste des rois des Asturies.
718–924
Entités précédentes :
- Royaume wisigoth
- Émirat de Cordoue

Entités suivantes :
- Royaume de León
- Royaume de Galice
- Comté de Castille

Le royaume des Asturies fut la première entité politique chrétienne établie sur la péninsule Ibérique après la chute du royaume wisigoth (qui suivit la mort du roi Rodrigue à la bataille de Guadalete) et la conquête musulmane de l'Hispanie. Le royaume perdura de 718 à 924, lorsque Fruela II accéda au trône du royaume de León.

## Les origines indigènes du royaume des Asturies
« Là-bas vivaient deux peuples très puissants, les Cantabres et les Astures, qui n'étaient pas soumis à notre Empire. »

— Florus
Le royaume des Asturies eut pour territoire les parties occidentale et centrale de la cordillère Cantabrique, en particulier les Pics d'Europe et l'aire centrale des Asturies, où eurent lieu les principaux évènements politiques et militaires pendant les premières décennies du royaume. D'après les descriptions de Strabon, Dion Cassius et d'autres géographes gréco-romains, ces terres étaient habitées à l'aube de l'ère chrétienne par divers peuples, parmi lesquels on peut citer :
- les Vadiniensi, qui habitaient les Pics d'Europe et qui se déplacèrent progressivement vers le sud aux premiers siècles de notre ère, comme en témoignent de nombreuses stèles cantabres.
- les Orgenomesques qui demeurent sur la côte orientale des Asturies.
- les Sælini qui occupent la vallée de la Sella.
- les Lugons, dont le territoire s'étend entre la Sella et le Nalón et qui ont pour capitale Lucus Asturum (Lugo de Llanera)
- les Astures proprement dits qui habitent la partie intérieure des Asturies située entre les communes actuelles de Piloña et Cangas del Narcea.
- les Pésiques qui occupent les côtes occidentales des Asturies, entre l'embouchure de la Navia et la ville actuelle de Gijón.

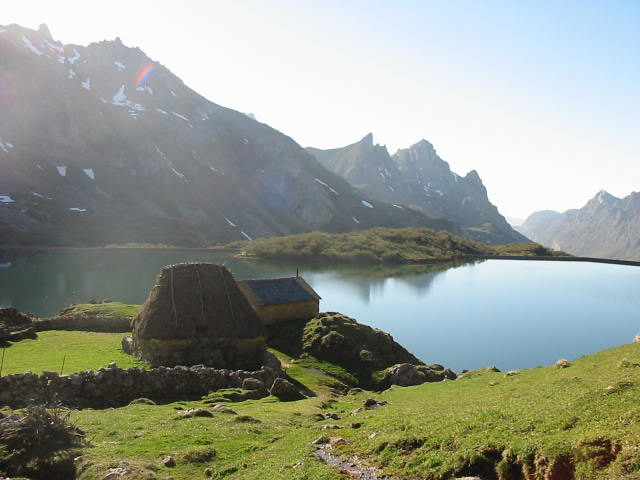
Photographie du lago del Valle (Somiedo). On peut noter les remarquables cabanas de teito, semblables aux habitations des antiques Astures

Les informations que nous apportent les géographes classiques au sujet de la filiation ethnique de ces peuples sont confuses : Ptolémée mentionne que les Astures habitaient la partie centrale des Asturies actuelles, qui s'étend entre la Navia et la Sella, plaçant à l'est de ce fleuve la frontière avec le peuple des Cantabres. Cependant, au IVe siècle, Julius Honorius désigne dans sa Cosmographia la source de l'Èbre comme étant le territoire des Astures (sub asturibus). Quoi qu'il en soit et en laissant de côté les détails relatifs aux frontières entre les différentes ethnies cantabres, Strabon lui-même observait dans sa Geographia que tous les peuples du nord de l'Espagne, depuis les Galiciens jusqu'aux Vascons, avaient une culture et des modes de vie similaires.
Il existe également des témoignages selon lesquels ni les Lugons ni les Pésiques ne s'identifiaient à l'origine aux Astures : ainsi dans le Parrochiale Suevorum on fait la distinction entre Astures et Pésiques, comme s'il s'agissait de deux tribus différenciées et sur une pierre trouvée dans la commune de Piloña — la Pierre des Ungons — est mentionnée la frontière entre les Lugons et les Astures. Il semble donc qu'il n'existait aucune identité supratribale à laquelle adhéraient les tribus du futur territoire asturien.
Toutefois cette situation commença à évoluer au Bas Empire et pendant les périodes des invasions germaniques : le combat d'abord contre les Romains et ensuite contre les Vandales Hasdings et les Wisigoths forgea peu à peu une identité commune aux peuples des futures Asturies. À ce sujet, plusieurs fouilles archéologiques ont permis de trouver des restes de fortifications aux alentours du Camp de la Carisa (Lena). Les experts considèrent que cette ligne défensive, située stratégiquement dans la haute vallée du río Caudal — passage naturel d'entrée aux Asturies depuis la Meseta — prouve l'existence d'une résistance organisée au sein de laquelle tous les habitants des Asturies actuelles durent forcément coopérer. En ce sens, les mêmes spécialistes ont découvert à la Carisa deux niveaux archéologiques distincts, le premier correspondant aux Guerres cantabres et le second à la période 675-725, pendant laquelle eurent lieu l'expédition du roi wisigoth Wamba contre les Astures et la conquête des Asturies par Musa.
L'identité asturienne qui se forge progressivement va se cristalliser définitivement après le couronnement de Pélage, la victoire à Covadonga et la consolidation par la suite du royaume des Asturies. À ce sujet, la Chronique d'Albelda qui fait l'éloge des succès de Covadonga affirme qu'après cette bataille « Asturorum Regnum divina providentia exoritur » (Par la divine providence naquit le royaume des Asturies).

## Histoire du royaume

### L'occupation musulmane et la révolte asture
« Isa ben Ahmad Al-Razi raconte qu'aux temps d'Anbasa ben Suhaim Al-Qalbi, sur les terres de Galice se souleva un âne sauvage nommé Pélage. »

— Chronique d'Al Maqqari

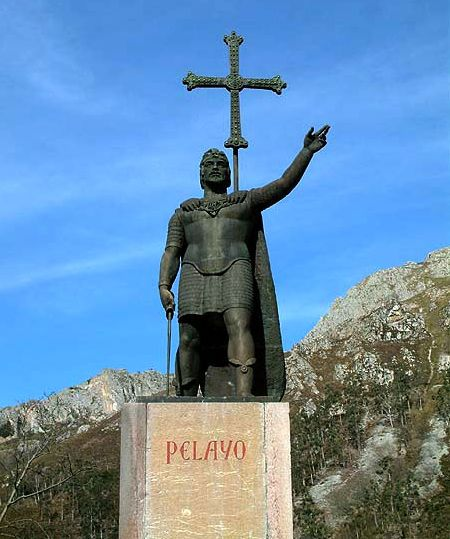
Pélage, vainqueur à Covadonga et premier roi des Asturies.

La péninsule Ibérique au plus fort de l'avancée omeyyade.

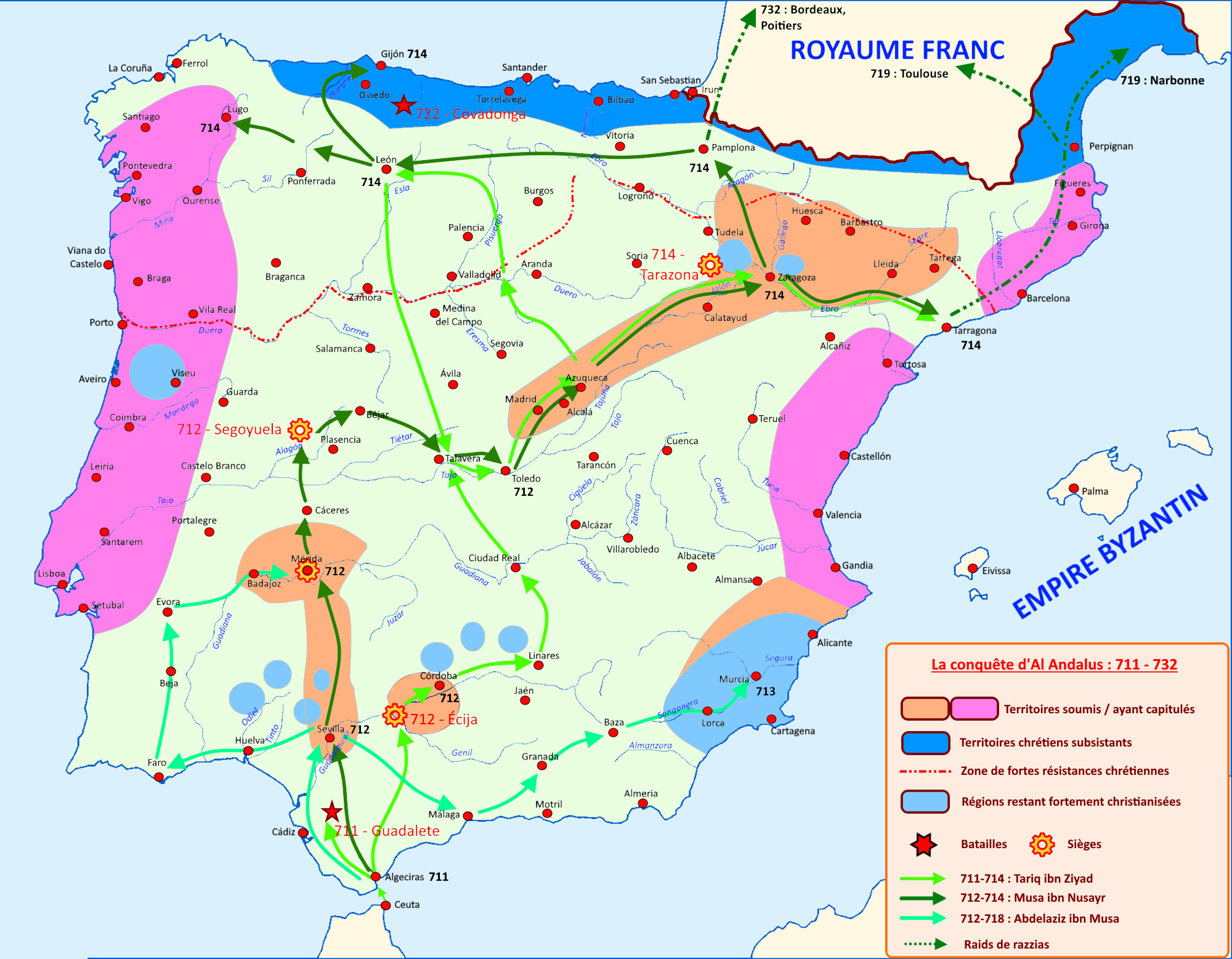
Conquête musulmane de 711 à 718

Au cours de la conquête musulmane de l'Espagne, les principales villes et centres administratifs de la Péninsule tombent progressivement aux mains des troupes musulmanes. La domination des régions centrales et méridionales, telles que les vallées du Guadalquivir ou de l'Èbre, pose très peu de problèmes aux nouveaux arrivants, qui s'appuient sur les structures administratives wisigothes existantes, d'origine romaine. Cependant, dans les montagnes du nord, les centres urbains sont pratiquement inexistants et la soumission du pays devra se faire vallée après vallée. Les musulmans ont souvent eu recours aux prises d'otages pour s'assurer la pacification du territoire conquis.
Après la première incursion de Tariq ibn Ziyad qui en 711 atteignit Tolède, le vice-roi yéménite d'Ifriqiya, Musa ibn Nusayr, franchit l'année suivante le détroit de Gibraltar et mène avec succès une opération massive de conquête qui l'amène à capturer entre autres les villes de Mérida, Tolède, Saragosse et Lérida. Dans la dernière phase de sa campagne militaire il parvint jusqu'au nord-ouest de la Péninsule où il réussit à prendre possession des villes de Lugo et Gijón. C'est à cette date que la chronique d'Alphonse III place l'apparition de Pélage et la légendaire bataille de Covadonga, dont les grottes auraient vu une victoire sur les troupes musulmanes.
Récemment[Quand ?], sur le Picu Homón — près du Puerto de la Mesa — et à la Carisa (située à environ 15 kilomètres plus à l'est), sur la commune de Lena, qui domine les vallées du Huerna et de Pajares, une équipe d'archéologues a effectué des excavations qui leur ont permis de mettre au jour des fortifications. D'après les données fournies par la datation au carbone 14, elles furent construites entre la fin du VIIe siècle et le début du VIIIe siècle. Les spécialistes considèrent qu'il est très probable que la construction de cette ligne défensive eut comme objectif d'empêcher les musulmans d'entrer dans les Asturies par les cols de la Mesa et de Pajares.

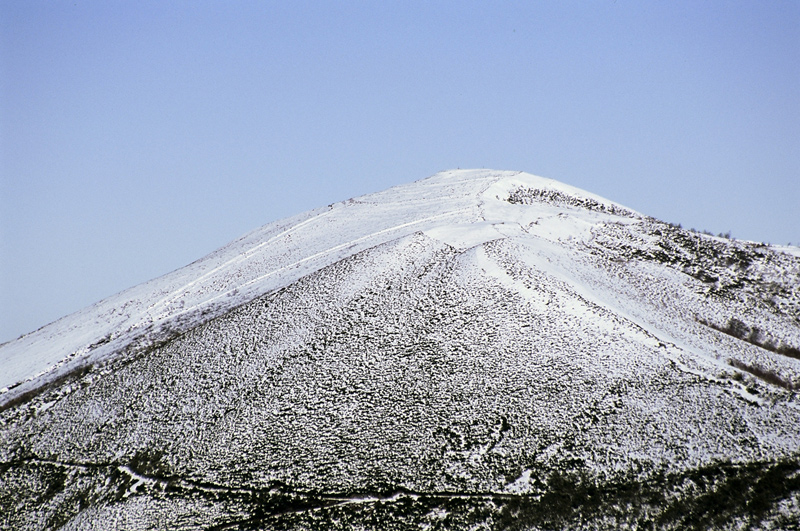
Vue du site archéologique du Camp de la Carisa, sur le Mont Curiechos.

Si l'aspect légendaire de la bataille de Covadonga est indéniable, il n'en reste pas moins que le faible nombre des conquérants musulmans favorise l'émergence d'une entité politique indépendante dans la région qui avait résisté aussi bien aux Romains qu'aux Wisigoths, les montagnes asturiennes. Les premiers rois des Asturies se donnent eux-mêmes alternativement le titre de princeps (prince) et de rex (roi) et ce n'est qu'à l'époque d'Alphonse II que ce dernier titre se consolide définitivement. À ce propos, le titre de princeps est traditionnel parmi les peuples indigènes du nord de l'Espagne et son usage se constate dans l'épigraphie cantabre, dans laquelle apparaissent des expressions telles que « princeps albionum » (sur une inscription située sur la commune de Coaña) et « princeps cantabrorum » (sur une pierre vadiniense de la municipalité de Cistierna, León). En réalité, le royaume des Asturies surgit comme une emprise sur les peuples de la Corniche Cantabre qui avaient résisté aussi bien aux Romains qu'aux Wisigoths et qui n'étaient pas disposés à se soumettre aux diktats des Omeyyades. L'immigration des gens originaires du sud qui avaient fui Al-Andalus, influença le royaume asturien de la culture wisigothe. Cependant, encore au début du IXe siècle dans le testament d'Alphonse II, des reproches sont faits aux Wisigoths qu'on accuse de la perte de l'Hispanie. Les chroniques sur lesquelles sont fondées les connaissances de l'époque, toutes écrites du temps d'Alphonse III quand l'influence wisigothe était déjà importante, sont la Chronique Ad sebastianum, la Chronique Albeldense, et la Chronique Rotense.
Pendant les premières décennies le contrôle asturien sur les différentes régions du royaume reste assez limité, devant être constamment renforcé par des alliances matrimoniales avec d'autres puissantes familles du nord de la Péninsule Ibérique : ainsi Ermesinde, fille de Pélage, s'unit à Alphonse, fils de Pierre de Cantabrie. Et les enfants d'Alphonse, Fruela et Audesinde firent respectivement de même avec Munia, une Basque originaire d'Alava et avec Silo, un chef local pésique de la région de Flavonavia (Pravia).
Après la mort de Pélage en l'an 737, son fils Favila est élu roi. D'après les chroniques, il fut tué par un ours lors d'une des démonstrations de valeur normalement exigées de la noblesse de l'époque.

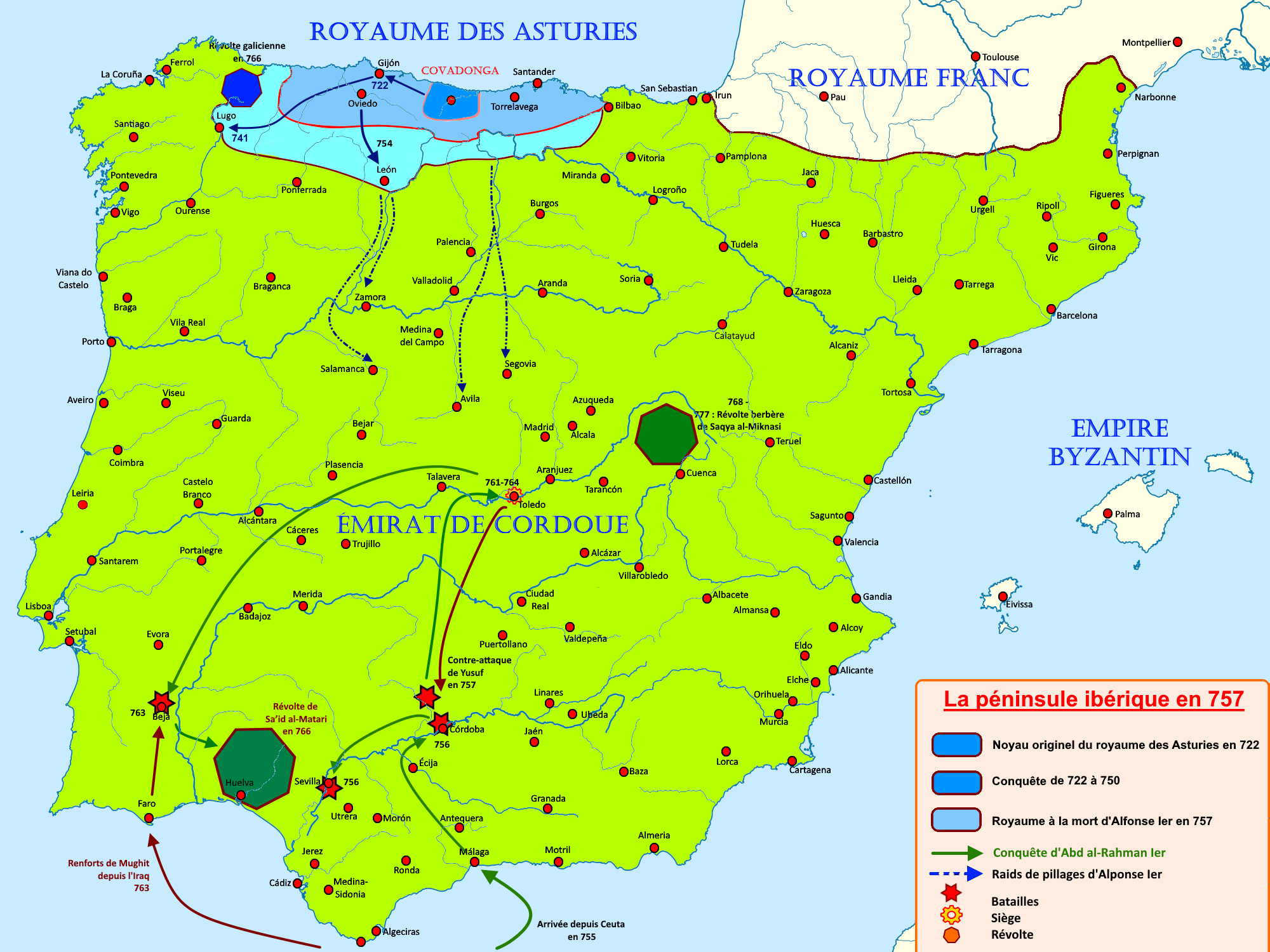
Péninsule Ibérique en 757

### Expansion initiale

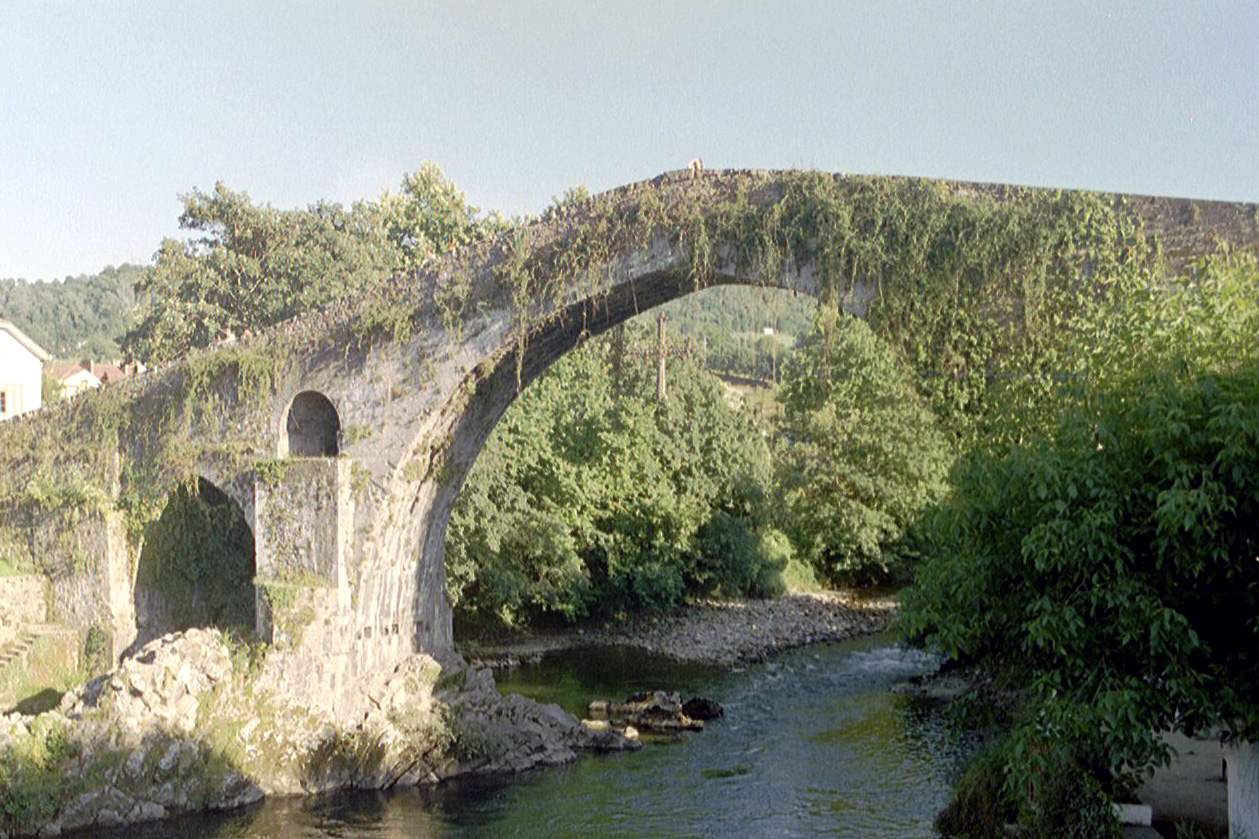
Sur la photographie le célèbre pont Romain de la localité de Cangas de Onís, première capitale du royaume des Asturies.

Alphonse Ier succéda à Favila et hérita du trône des Asturies grâce à son mariage avec la fille de Pélage, Ermesinde. Alphonse naquit probablement à Tritium Magallum (Tricio, La Rioja), où siégeait son géniteur Pierre, Duc de Cantabrie. La Chronique d'Albelda raconte qu'Alphonse partit des terres de la Rioja aux Asturies pour se marier à Ermesinde. La mort de Favila rendit possible son accession au trône ainsi que l'arrivée au pouvoir d'une famille qui deviendrait l'une de plus puissantes du royaume des Asturies : la Maison de Cantabrie. Si effectivement Alphonse ne se rendit à la cour de Cangas que par principe, il est avéré qu'après le dépeuplement progressif de la Meseta et de la vallée moyenne de l'Ebre, où se situaient les principales places fortes du Duché de Cantabrie comme Amaya, Tricio ou la ville de Cantabria, les descendants du duc Pierre se retirèrent des terres de la Rioja vers la région cantabre. Là-bas s'écrivirent avec le temps les destins du royaume des Asturies.
Ce fut Alphonse qui entama l'expansion territoriale du petit royaume chrétien depuis son territoire originel des Pics d'Europe, en avançant vers l'ouest jusqu'à la Galice et vers le sud par d'incessantes incursions dans la vallée du Douro, prenant villes et villages et en déplaçant ses habitants vers les régions plus sûres du Nord. Ceci provoqua le dépeuplement stratégique de la Meseta, créant ainsi le Désert du Douro comme protection contre de futures attaques musulmanes.
Cette thèse du dépeuplement, défendue par Claudio Sánchez-Albornoz, est remise en cause de nos jours, au moins en ce qui concerne son ampleur. Les principales idées avancées pour la réfuter sont d'une part la conservation de la toponymie mineure dans de nombreuses comarques et d'autre part le fait qu'aujourd'hui encore il existe de grandes différences tant anthropologiques que culturelles entre les habitants de la région cantabre et ceux de la Meseta centrale. En revanche, il est certain que pendant la première moitié du VIIIe siècle un processus de ruralisation eut lieu dans la vallée du Douro, en parallèle avec l'abandon de la vie urbaine et l'organisation de la population en petites communautés pastorales. Les causes possibles de ce phénomène sont : la faillite définitive du système de production esclavagiste perdurant depuis le Bas Empire ; la propagation continue de grandes épidémies dans la région ; et enfin l'abandon d'Al-Andalus de la part des garnisons berbères après la révolte des années 740 et 741. Tout cela rendit possible l'apparition d'un espace peu peuplé et désorganisé qui isola le royaume asturien des assauts musulmans et qui lui permit de se renforcer progressivement.
Du reste, les campagnes des rois Alphonse Ier et Fruela dans la vallée du Duero ne devaient être guère différentes des pillages que les Astures faisaient dans la même région à l'époque pré-romaine. L'expansion s'effectua d'abord principalement sur le territoire cantabre (de la Galice à la Biscaye) et il fallut attendre les règnes d'Ordoño Ier et d'Alphonse III pour que le royaume des Asturies prît effectivement possession des territoires situés au sud de la Cordillère.
Fruela Ier, fils d'Alphonse Ier, consolida et étendit les domaines de son père. Il fut assassiné par des membres de la noblesse liés à la Maison de Cantabrie.

### Transformations sociales et politiques

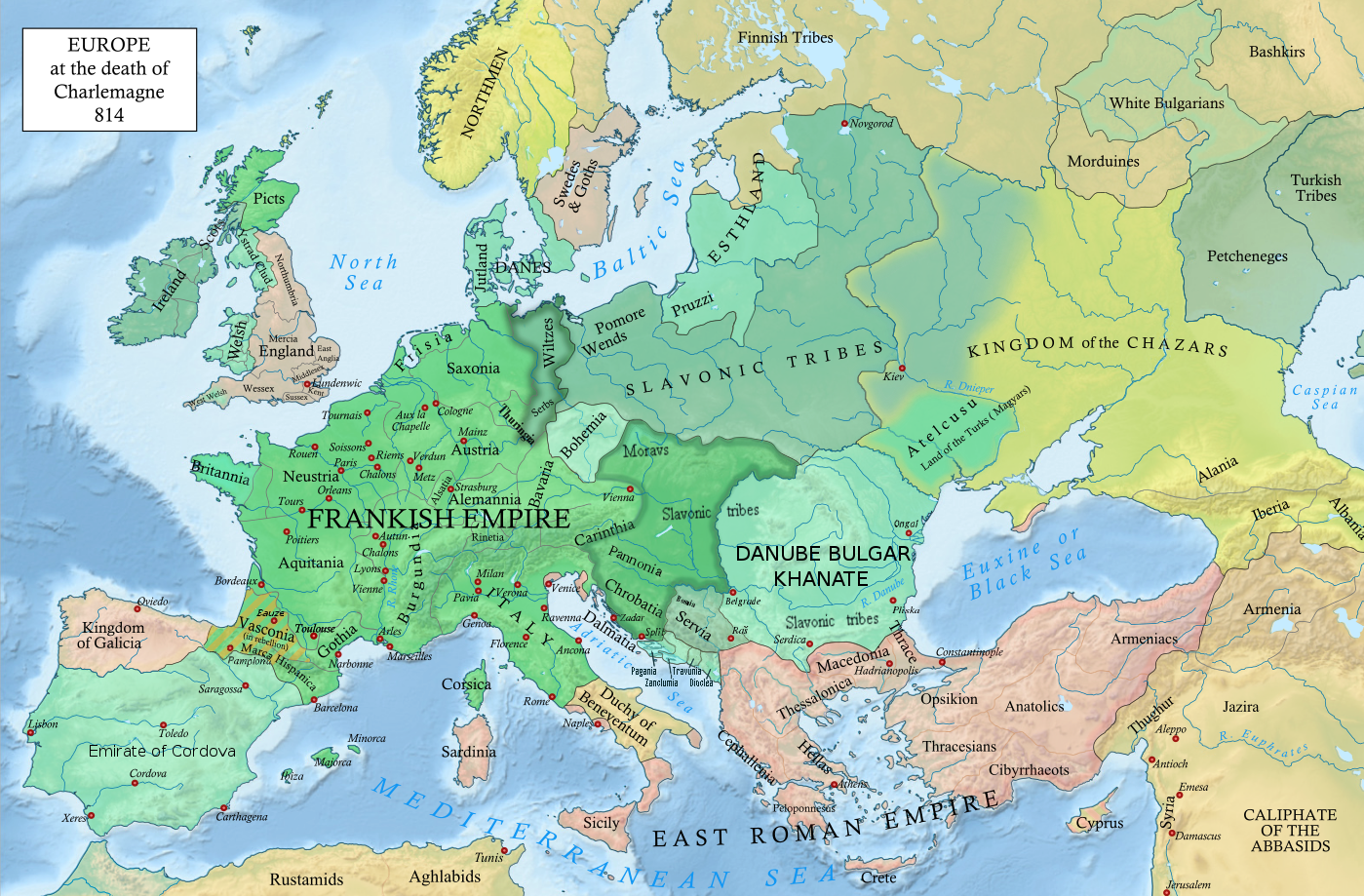
Le royaume des Asturies dans l'Europe de l'an 814.

Les sources manuscrites sont très pauvres en ce qui concerne les règnes d'Aurelio, Silo, Mauregat et Bermude Ier. On considère que cette période de vingt-trois ans (768-791) fut empreinte d'obscurantisme et de repli du royaume des Asturies. Ce point de vue, soutenu par quelques historiens qui allèrent jusqu'à désigner cette partie de l'histoire du royaume comme celle des Rois fainéants, est dû au fait qu'il ne semble pas que des offensives guerrières furent menées à l'époque contre Al-Andalus. Pourtant, ces mêmes sources permettent d'affirmer que pendant ces années des transformations essentielles et décisives pour les questions internes du royaume asturien se produisirent. Celles-ci préparent et donnèrent une base solide dans tous les domaines pour son renforcement ultérieur et son expansion.
En premier lieu, ce fut durant ces années qu'on observa la première rébellion interne asture menée par Mauregat lui-même, qui expulsa Alphonse II des Asturies du trône. Avec elle débuta dans les Asturies une série de rébellions fomentées par des groupes montants de l'aristocratie courtisane et par des grands propriétaires qui, sur la base du développement économique de la région, tentaient de supplanter la famille régnante de Pélage. Les importantes rébellions de Népotien, Aldroito et Piniolo pendant le règne ultérieur de Ramire Ier, firent partie de ce processus de transformation économique, politique, sociale et culturelle du royaume asturien qui eut lieu entre le VIIIe siècle et le IXe siècle.
En second lieu, les soulèvements périphériques des Galiciens et des Vascons échouèrent, éteints par les rois asturiens. Ces révoltes, à leur tour, tirèrent profit des rébellions internes des régions centrale et orientale des Asturies ; en certaines occasions, elles apportèrent de l'aide à l'un ou l'autre des belligérants de l'aristocratie asturienne : Alphonse II trouva refuge dans les terres d'Alava après sa fuite ; le soulèvement de Népotien trouva un soutien dans quelques régions asturiennes ; des Galiciens s'unirent à la cause de Ramire Ier.
En dernier lieu, d'autres sources évoquent d'importantes transformations internes du royaume asturien à cette époque. Il s'agit des soulèvements des affranchis (serbi, servilis orico y libertini, d'après les chroniques) qui se produisirent pendant le règne d'Aurelio. Les relations de propriété entre maître et esclave se brisèrent peu à peu. Ce fait, associé au rôle de plus en plus important de l'individu et de la famille restreinte au détriment du rôle qu'avait jusqu'alors la famille élargie, est un indice supplémentaire qu'une nouvelle société était en train d'émerger dans les Asturies de la fin du VIIIe siècle et du début du IXe siècle.
Aurelio, descendant de Pierre de Cantabrie succéda à Fruela Ier et installa la cour sur les terres de ce qui est actuellement la commune de San Martín del Rey Aurelio entre 768 et 774. À sa mort Silo accéda au trône et déplace la cour à Pravia. Silo était marié à Adosinda, sœur d'Alphonse Ier (par conséquent de la lignée de Pélage).
À la mort du roi Silo, le jeune Alphonse II fut élu (il remonterait plus tard sur le trône, en 791), mais Mauregat, fils naturel du roi Alphonse Ier, organisa une forte opposition et réussit à ce que le nouveau roi se retire dans les terres d'Alava (sa mère, Munia, était vasconne) et s'adjugea ainsi le trône des Asturies. Ce roi, malgré la mauvaise réputation que l'Histoire lui attribua, maintint de bonnes relations avec Beatus de Liébana, sans doute le personnage culturel le plus important du royaume, et lui apporta son soutien dans sa lutte contre l'adoptianisme. La légende veut que ce roi était le bâtard d'Alphonse Ier et d'une maure, et lui attribue le Tribut des Cent Vierges. Sa succession fut assurée par Bermude Ier, frère d'Aurelio. On l'appela le diacre, même s'il ne reçut probablement que des votes mineurs. Bermude abdiqua après une défaite militaire et finit ses jours dans un monastère.

### Consolidation et expansion

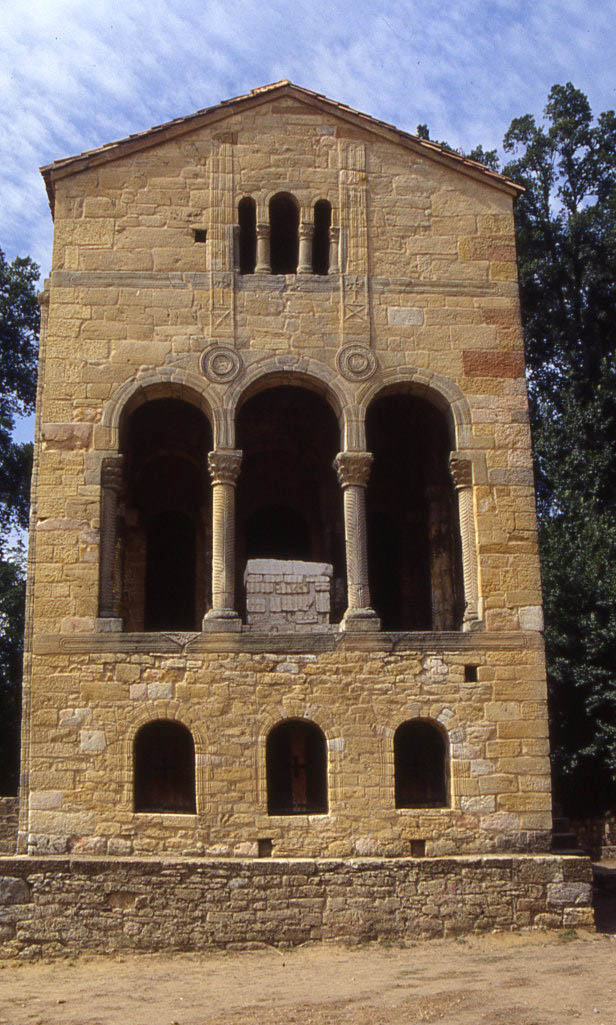
Ermitage de Santa María del Naranco, joyau de l'art ramirien.

Après l'abdication de Bermude Ier, Alphonse le Chaste revint aux Asturies et se proclama roi, mettant fin à la période de relative paix avec les musulmans. Pendant son règne il effectua des expéditions punitives vers le sud, arrivant jusqu'à Lisbonne en 798 et en 825 il remporta également une victoire contre les musulmans sur le Nalón. Il établit la capitale du royaume à Oviedo et repeupla la Galice et les régions septentrionales de Castille et León. Ce fut un règne exposé aux assauts incessants des musulmans.
Malgré cela, le royaume s'étendit et l'Art préroman asturien fit son apparition, donnant lieu à quelques-uns des joyaux de l'architecture médiévale européenne. Alphonse II instaura le culte de Saint Jacques et fut le premier personnage sur le Chemin de Saint-Jacques qui reliait les Asturies à toute l'Europe, en particulier au royaume de Charlemagne, qui avait comme ennemi commun un Sud de culture orientale. Alphonse II était d'Alava par sa mère, ce qui se nota par sa volonté d'attirer ses voisins vascons au royaume asturien. À la bataille de Lutos (boues en asturien, marécages en castillan), il infligea une lourde défaite aux Arabes et aux Berbères qui voulaient en terminer avec la menace croissante que constituait déjà le royaume. En 808, il fit forger la Croix des Anges. Ce même roi chargea l'architecte Tioda de la construction de plusieurs édifices royaux et religieux dans le but d'embellir Oviedo. Malheureusement peu de ces ouvrages ont survécu, à cause de reconstructions pendant les règnes ultérieurs.
Les rois suivants Ramire Ier (fils de Bermude qui se proclama roi après une guerre civile) et Ordoño Ier d'Oviedo vécurent dans une période de guerre continuelle contre les musulmans. Aux temps de Ramire Ier, l'art dit ramirien se développa, considéré comme l'apogée de l'art asturien. Ce roi livra la Bataille de Clavijo, à laquelle selon la légende l'apôtre Saint Jacques, monté sur un cheval blanc, aida l'armée asturienne contre les troupes musulmanes. En 844, une flotte normande apparut sur la côte de Gijón. On ne sait avec certitude s'ils débarquèrent à cet endroit, mais ils ne furent pas stoppés étant donné qu'ils poursuivirent leur avancée jusqu'au lieu que les chroniques appelaient le Phare de Brigantio (La Corogne), où ils furent repoussés, poursuivant d'après les chroniques leur incursion vers l'Espagne (les chroniques asturiennes appelaient Espagne Al Andalus).
Ordoño repeupla Astorga, León, Tui et Amaya. Il noua des relations étroites avec le royaume de Navarre ; il est possible qu'il contribua à la libération du roi García Ier Íñiguez alors séquestré par les Normands. Au sein du processus de liaison avec la vallée de l'Ebre, il forgea des alliances avec les Banu Qasi de Saragosse, qu'il combattit également à l'occasion au gré de changements successifs d'alliances. Ordoño tenta aussi d'aider, sans succès, les Mozarabes tolédans en rébellion contre l'émir de Cordoue. À sa mort lui succéda son fils Alphonse III.

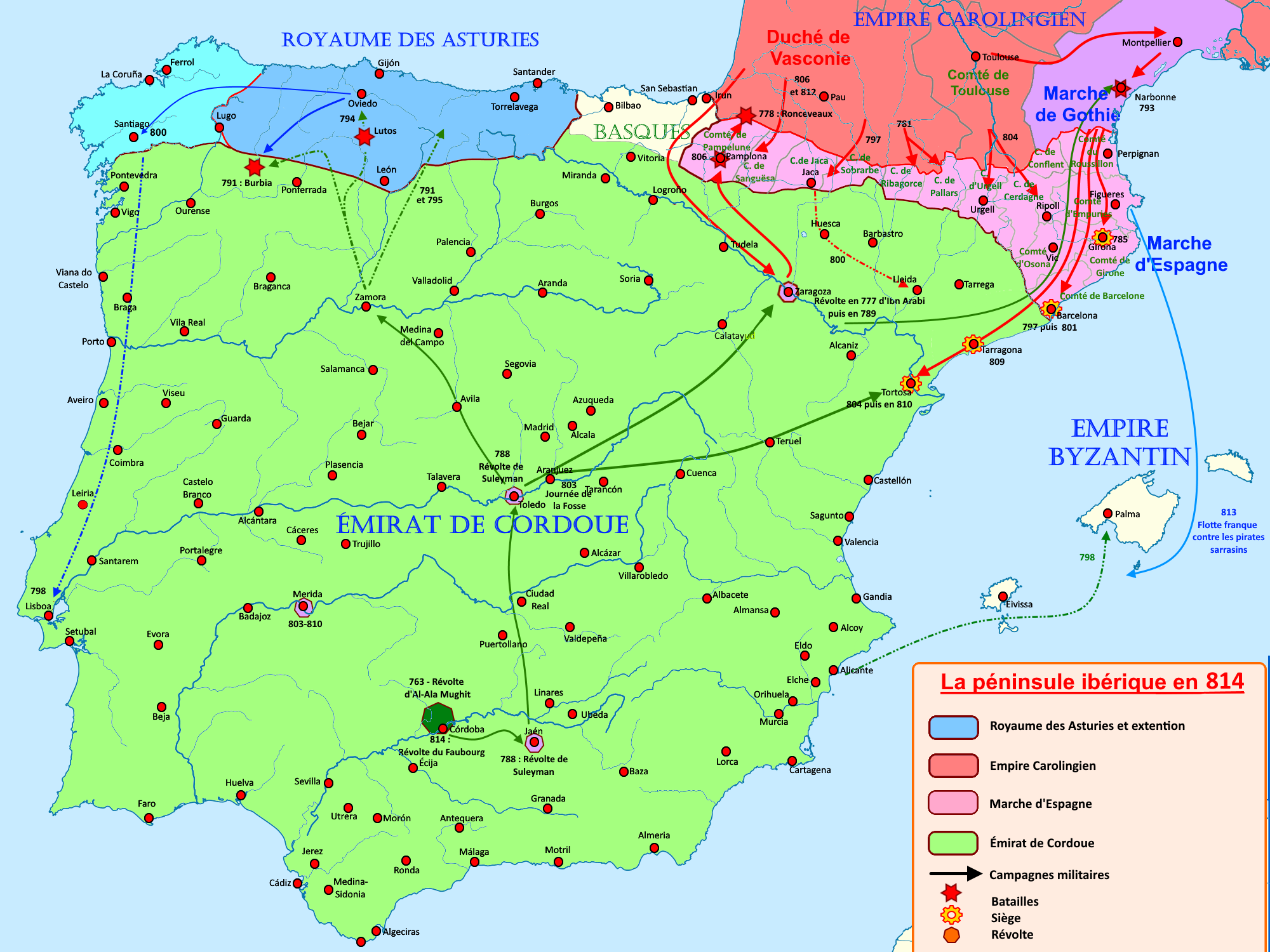
Royaume des Asturies (en bleu) de 750 à 814
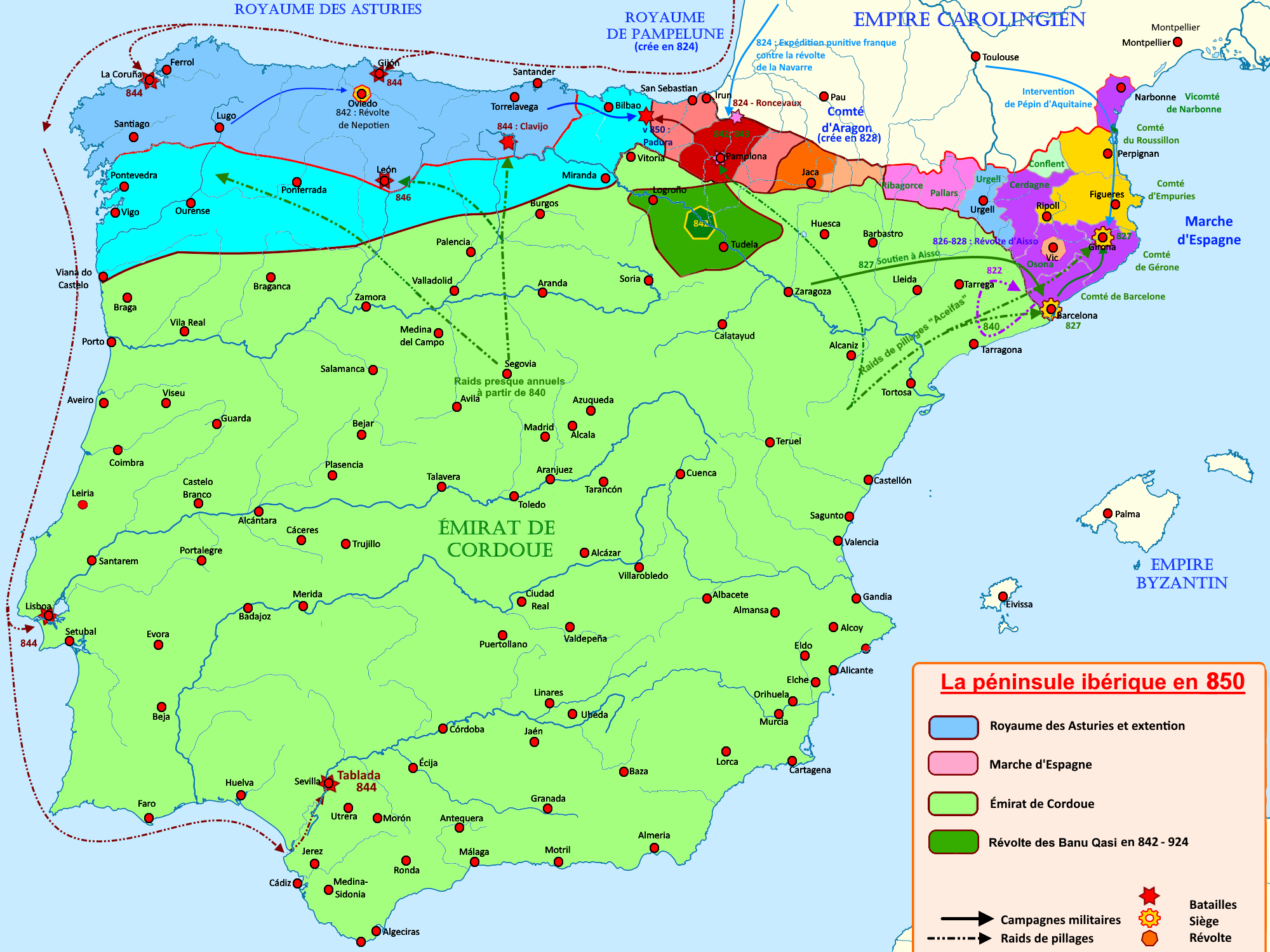
Royaume des Asturies (en bleu) de 814 à 850
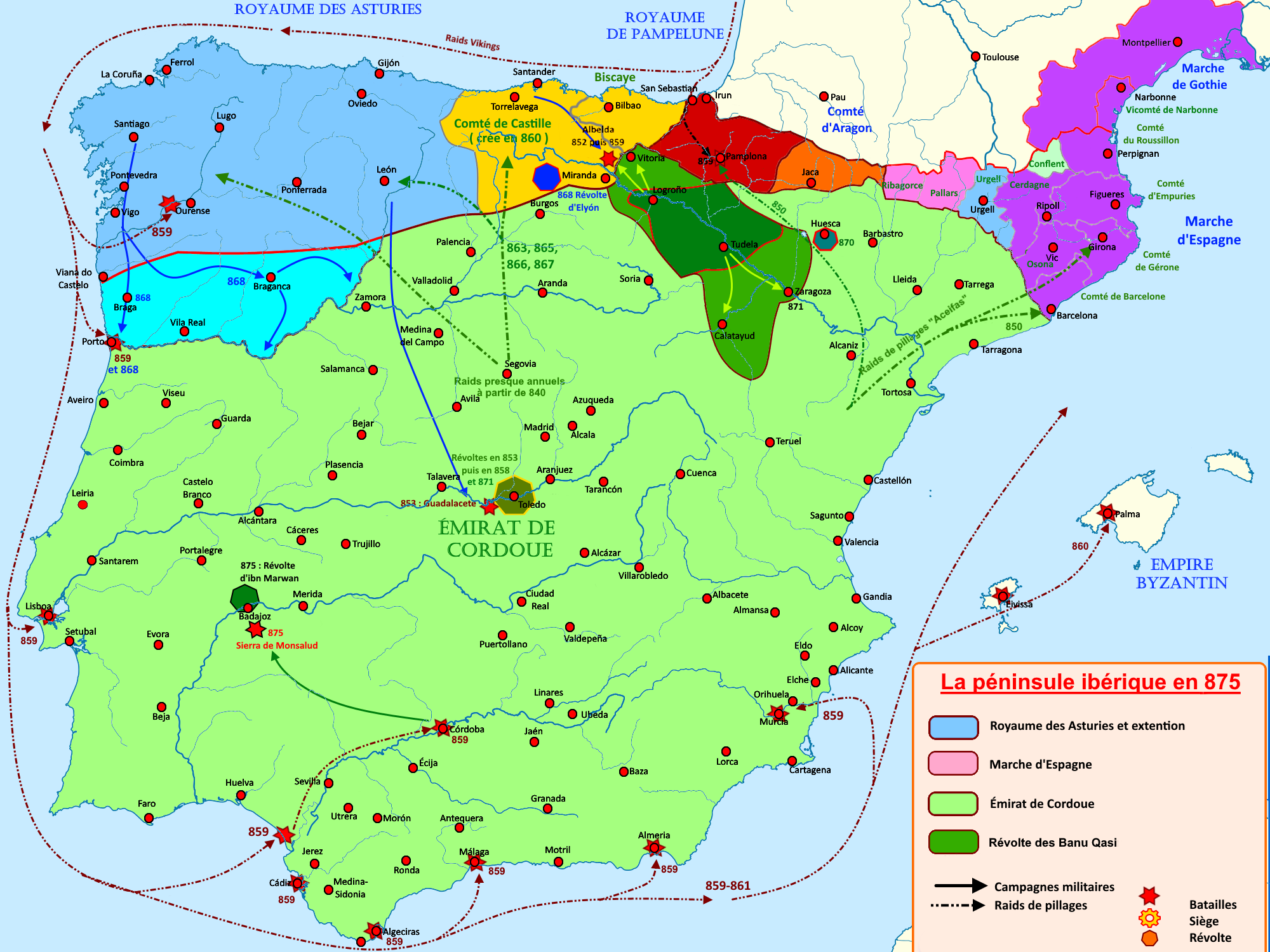
Royaume des Asturies (en bleu) de 850 à 875
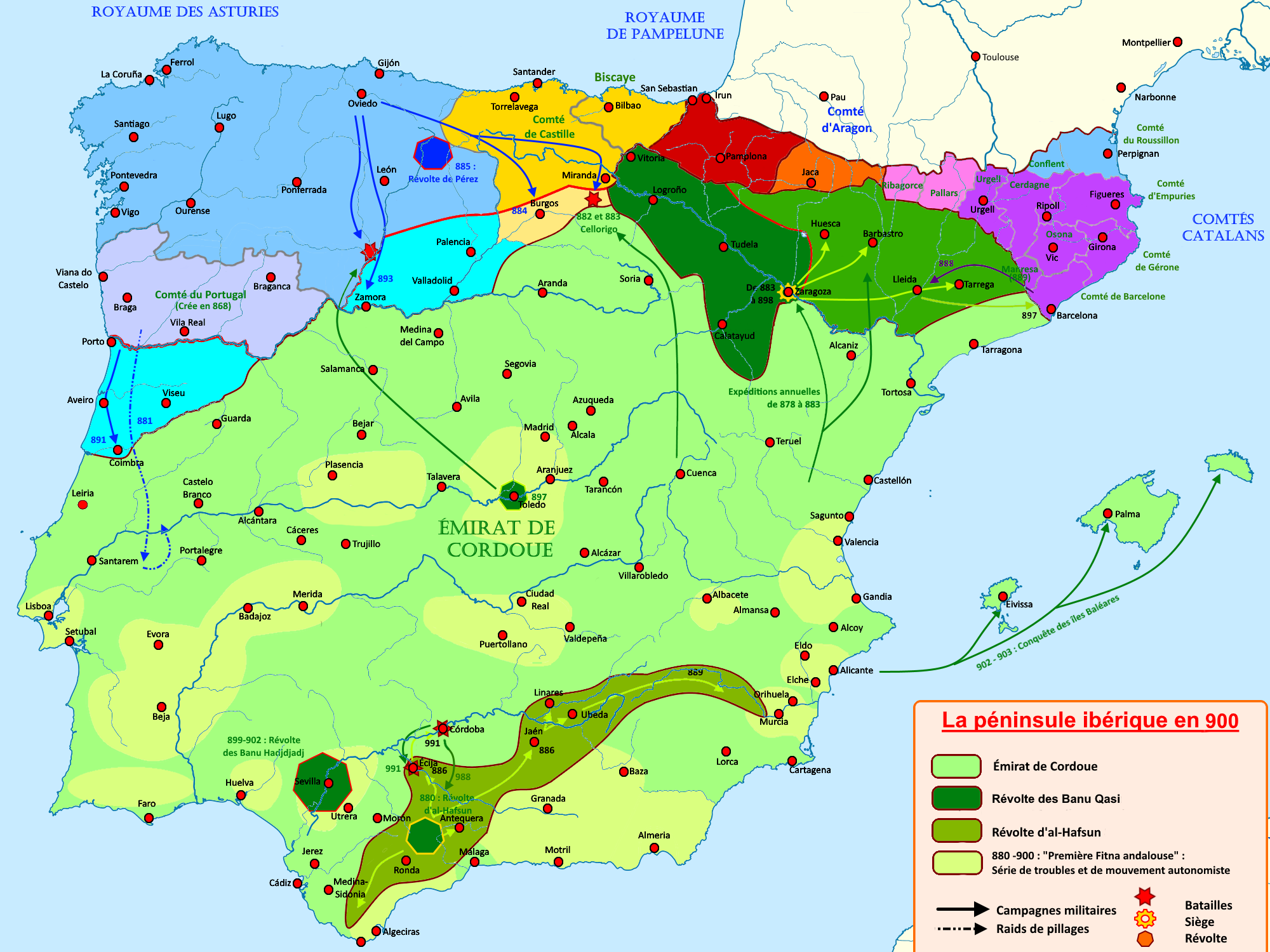
Royaume des Asturies (en bleu) de 875 à 900

### Apogée et fin du royaume

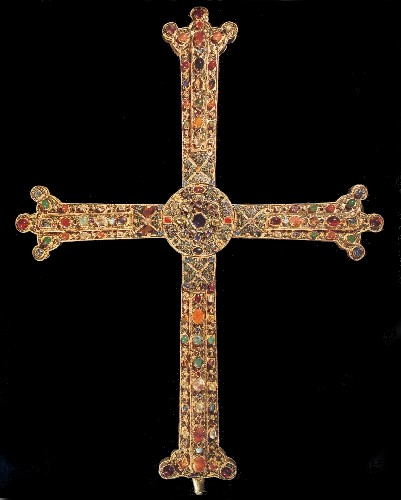
Face antérieure de la Croix de la Victoire.

Le règne d'Alphonse III marqua le sommet de la puissance du royaume des Asturies. Il établit des relations très étroites avec le royaume de Navarre, il combattit et s'allia de nombreuses fois aux Banu Qasi de Saragosse et lutta aux côtés des Mozarabes de Tolède dans leur guerre contre l'émir.
En l'an 908, un siècle après Alphonse II et la Croix des Anges, Alphonse III fit forger la Croix de la Victoire, symbole depuis lors des Asturies. Il épousa Jimena, une noble navarraise, peut-être fille de García Iñíguez. Avec l'appui des nobles galiciens, comme Hermenegildo Gutierrez, il conquit le Nord du Portugal actuel. Il s'avança également le long du Duero, prenant Zamora et Burgos. Au moment de son apogée, le royaume asturien occupait l'ensemble du Nord-Ouest de la péninsule, depuis Porto jusqu'en Alava.
García Ier, fils d'Alphonse III le Grand, après son affrontement avec son père et ses frères Ordoño II et Fruela II, déplaça la capitale du royaume à León. Il créa ainsi une nouvelle entité, le royaume de León, qui engloberait le royaume asturien.

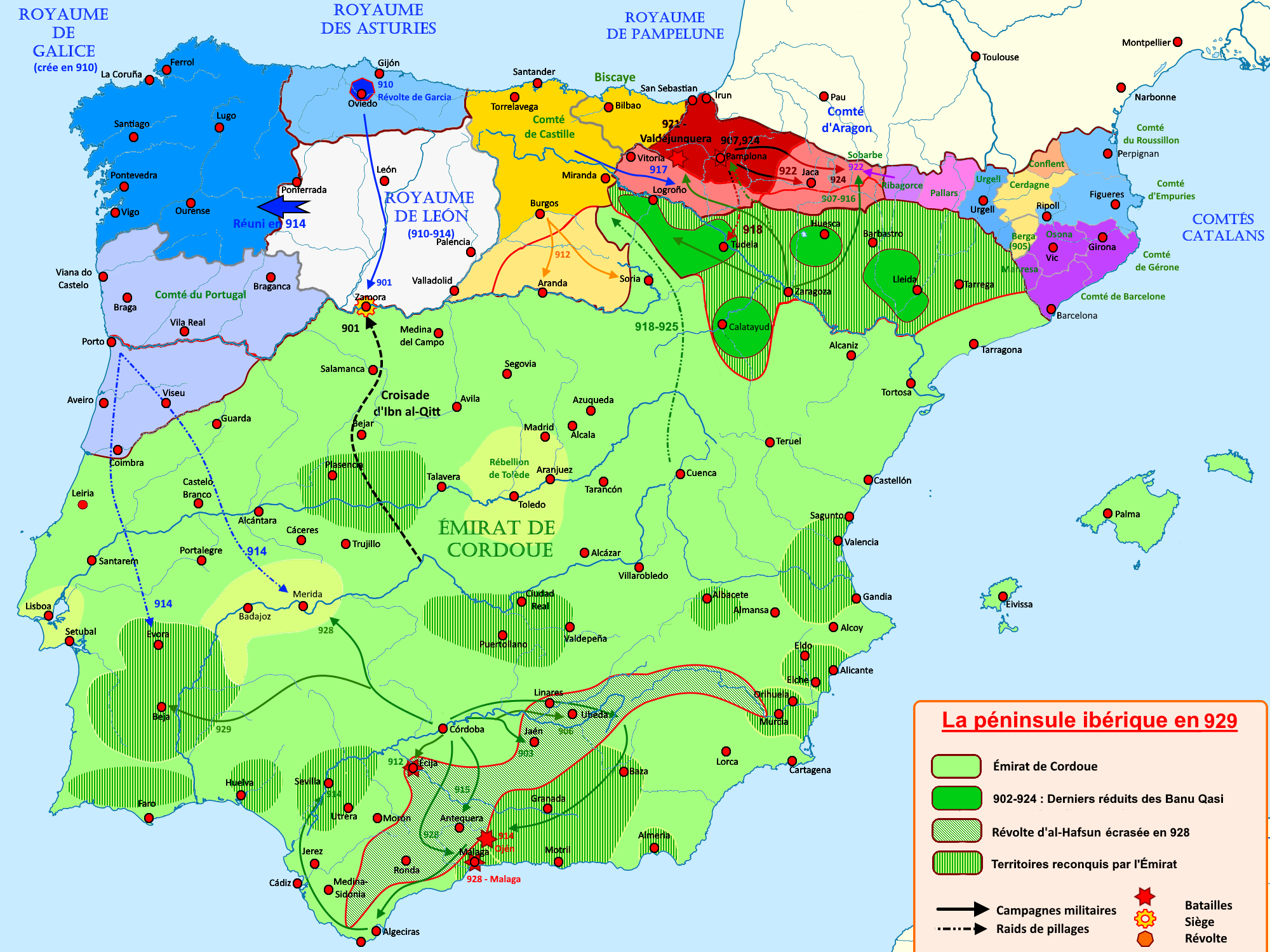
L'éclatement du royaume en 910

### Liste des rois des Asturies (718-v. 800)
- 718-737 : Pélage le Conquérant
- 737-739 : Favila, son fils
- 739-757 : Alphonse Ier le Catholique, marié à Ermesinde, fille de Pélage
- 757-768 : Fruela Ier, son fils
- 768-774 : Aurèlio, neveu d'Alphonse Ier
- 774-783 : Silo, marié à Audesinde, fille d'Alphonse Ier
- 783-789 : Mauregat, fils illégitime d'Alphonse Ier
- 789-791 : Bermude Ier le Diacre, frère d'Aurélio
- 791-842 : Alphonse II le Chaste, fils de Fruela Ier, fixe la capitale du royaume à Oviedo

### Évolution historique

La péninsule ibérique vers 750
La péninsule ibérique vers 814
La péninsule ibérique vers 910
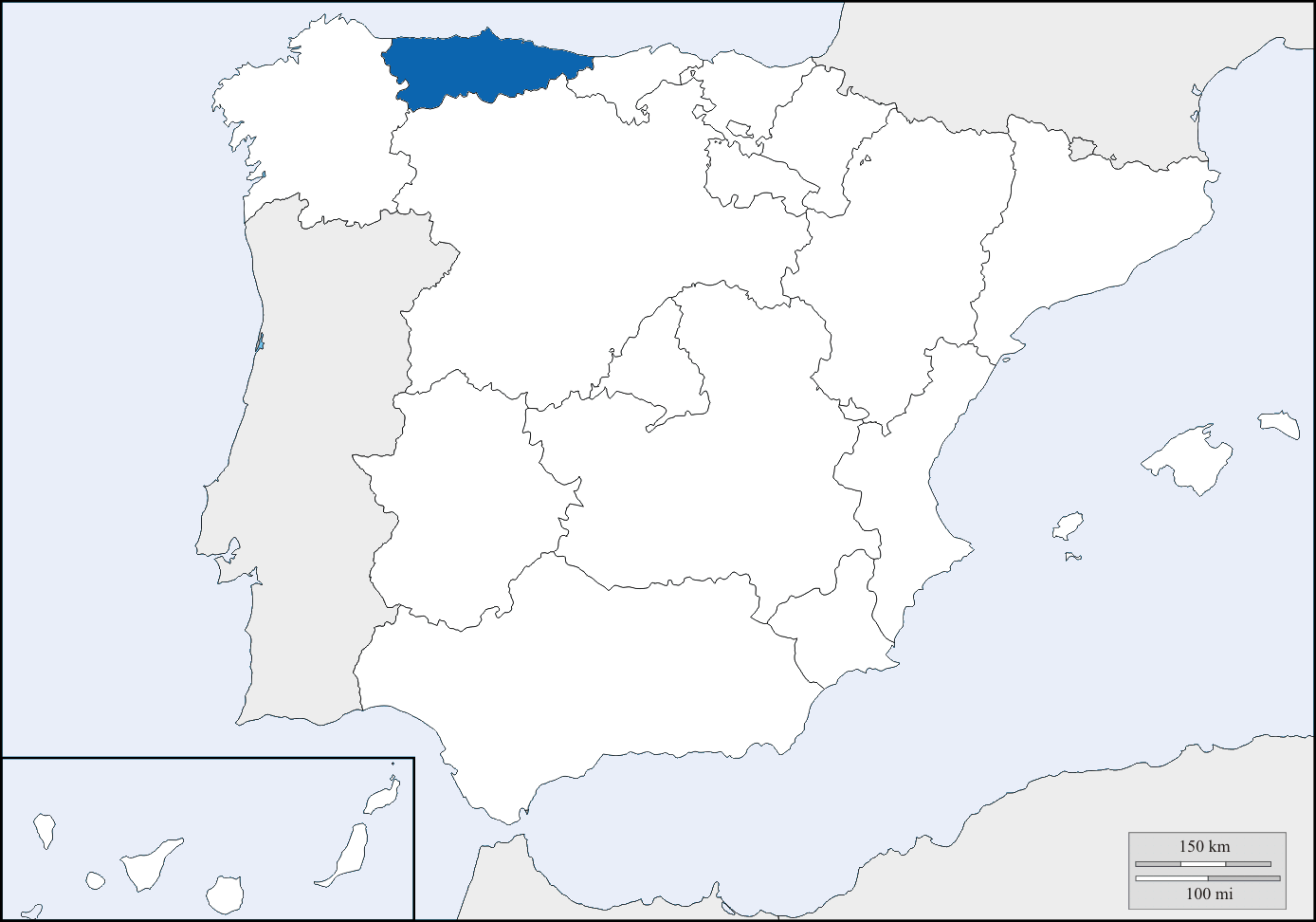
La principauté des Asturies (depuis 1833)

## Organisation territoriale du royaume des Asturies

### Le noyau du royaume: les Asturies y Liébana
Sur le sol des Asturies fut fondé le premier État chrétien de la Reconquista. Les quatre capitales que connut successivement le royaume (Cangas de Onís, Pravia, San Martín del Rey Aurelio et Oviedo) sont situées dans le territoire asturien, de même que les premiers témoignages de l'art préroman asturien.
La Chronique Rotense, au moment d'évoquer les campagnes d'Alphonse Ier, affirme qu'« en ces temps se peuplèrent Asturies, Primorias, Liébana, Transmiera, Sopuerta, Carranza, Bardulia (en) qu'on appelle maintenant Castille et la partie maritime de Galice ». Dans cette citation sont décrites les différentes entités régionales et comarques existantes dans le territoire cantabre.
Au début, et comme on peut le déduire du testament d'Alphonse II (842), le royaume original de Pélage s'étendait entre les fleuves Eo et Miera, à travers les terres qui seraient connues plus tard sous les noms d'Asturies d'Oviedo et d'Asturies de Santillana. Cependant, les successeurs de Pélage étendirent progressivement leurs domaines, absorbant de territoires comme la Transmiera ou le Bierzo, qui toutefois conservèrent leur autonomie sous la forme de duchés ou de comtés régis par des comtes liés à l'aristocratie locale, comme Rodrigue de Castille ou Gatón du Bierzo.
À l'est du Miera se situaient les comarques de Trasmiera, Sopuerta et Carranza. Ces deux dernières furent annexées à la Biscaye (1285) et ultérieurement au Pays basque (1979), mais aujourd'hui encore elles conservent une grande partie de leur culture montagnarde originale : le dialecte traditionnel des Encartaciones présente des traits asturo-léonais et la mythologie traditionnelle de la comarque inclut des références à des créatures telles que l'Ojáncano ou le Trenti qui sont si familiers dans le folklore de La Montaña de Cantabrie.

### Le Désert du Douro, la ville de León et l'antique DuchéAsturiense
Après la conquête musulmane de l'Espagne, le territoire de la submeseta Nord commença à connaître un processus de dépeuplement qui se vit accentué par la rébellion berbère des années 740 et 741 et par la sécheresse qui touche ladite région pendant les décennies du milieu du VIIIe siècle. Cela eut pour conséquence que le bassin du Douro se transforma en un territoire à peine peuplé de petites communautés agropastorales organisées en bourgades autour d'une seigneurie ou d'un monastère local.
Il y eut débat dans l'historiographie espagnole quant à la nature et l'intensité du dépeuplement de la vallée du Douro. Certains auteurs, comme Claudio Sánchez-Albornoz, affirment que celui-ci fut total et même recherché par les rois asturiens dans le but de s'isoler stratégiquement de l'Émirat de Cordoue et de rendre difficile la pénétration des corps expéditionnaires sarrasins en Asturies. D'autres auteurs, parmi eux Abilio Barbero et Marcelo Vigil, considèrent que ce qui se produisit fut, plutôt qu'un dépeuplement, une désorganisation politique et économique du territoire. Celle-ci, loin d'avoir commencé au VIIIe siècle, prend ses racines dans la crise du latifundisme post-romain et du système esclavagiste. En outre, des ethnologues tels que Julio Caro Baroja ont porté l'attention sur l'existence d'énormes différences entre les cultures cantabres (galicienne, asturienne, etc.) et celles de la Meseta (castillane par exemple).
La région occidentale de la submeseta Nord, qui correspond aux vallées de l'Esla, de l'Orbigo (fleuve) et du fleuve, était peuplée aux temps pré-romains de tribus de langue celtique comme les Astures ou les Vacceos. Avec la conquête romaine, ces territoires furent intégrés au Conventus Asturiensis qui après la division en provinces de Caracalla, fut attribué à la province de Gallaecia. Pendant l'ère wisigothe, la région devint une partie du Duché d'Asturie (ou Duché Asturiense), dont les principales villes étaient Astorga (Asturica Augusta, capitale des astures d'outre-monts) et León (Legio VII, fondée par les Romains après les Guerres cantabres).
Depuis la seconde moitié du VIIIe siècle ces régions furent progressivement absorbées par le royaume des Asturies. Toutefois, cette même absorption s'effectua sous différentes formes selon le territoire. Ainsi, d'une part il semble que les régions des montagnes leonaises, le Bierzo et la Maragateria ne parvinrent jamais à se dépeupler complètement et conservèrent toute leur personnalité ethnique : de cette manière, il est très probable que les territoires de Valdeón, Laciana et Babia appartinrent à la monarchie asturienne depuis les temps de Pélage. De même, on constate l'existence d'un comté du Bierzo depuis Alphonse II, et il est très vraisemblable qu'il soit bien antérieur au règne de ce monarque. D'autre part, les études ethnographiques effectuées sur le peuple maragat révèlent une possible origine asture, qui fut exprimée d'une manière assez poétique par l'auteur asturien Constantino Cabal. Dans toutes ces comarques, les modalités linguistiques asturo-léonaises et les traits culturels, qui sont très proches des asturiens, furent préservés jusqu'à l'heure actuelle. Au contraire, la colonisation du Désert léonais, Coyanza et Tierra de Campos, eut une forte composante mozarabe : à travers toutes ces comarques les formes toponymique de cette langue abondent, dans laquelle prédominent les suffixes -el et -iel, au lieu de l'asturo-léonais -iellu. Aujourd'hui encore il est possible de discerner le contraste culturel entre ces deux zones de la province de León.
De toute manière, il est avéré que la ville de León devint le principal bastion asturien sur la Meseta Centrale, parvenant après la mort du roi Alphonse III à assumer le statut de capitale du royaume qui s'appela alors royaume de León. Un autre fait marquant dans l'avancée asturienne vers le Sud fut la fortification et la repopulation de Zamora, véritable gardienne du Douro et qui par son importance fut qualifiée par certains historiens arabes de Capitale des Galiciens L'expansion du royaume s'articula pendant les siècles suivants autour de l'antique chaussée romaine qui unissait l' Asturica à l'Emerita Augusta, qui donna lieu plus tard à la Via de la Plata.

### Les marches occidentales: la Galice et le comtéPortucalense
Le lien entre le Nord de la Galice et les Asturies se constate déjà dans le Parroquial Suevo, manuscrit du VIe siècle où est évoqué le siège de l'évêché de Britonia qui s'étendait sur les territoires de la province de Lugo et des Asturies.
Au cours de la conquête musulmane de l'Espagne, les Sarrasins conquirent Tui et y établirent une seigneurie qui avait pour base la basse vallée du Miño. La rébellion berbère des années 740 et 741 eut pour conséquence l'abandon de la part des garnisons berbères de toutes leurs positions au nord de la Sierra de Gredos. Ainsi le Sud de la Galice se vit libéré de la domination musulmane, bien qu'il subît un processus de dépeuplement semblable à celui de la vallée du Duero qui laissa à l'abandon tout type de vie urbaine.
Au contraire, le Nord de la Galice fut intégré au royaume asturien naissant par le roi Alphonse II qui établit dans la ville de Lugo l'évêque Odoario. La faible position asturienne dut être consolidée par son successeur, Fruela Ier, qui écrasa une insurrection des galiciens et qui défit à Pontuvia une expédition punitive envoyée par l'émir de Cordoue Abd al-Rahman Ier. Quelques dizaines d'années plus tard, une autre insurrection des galiciens fut réprimée par le roi Silo à la bataille de Montecubeiro, non loin de Castroverde.
En tout cas, la découverte aux temps du roi Alphonse II du tombeau de l'apôtre Jacques et la naissance du Chemin qui porte son nom assurèrent l'intégration spirituelle de la Galice au sein du royaume des Asturies et ultérieurement de ceux de León et de Castille.
L'expansion vers le Sud débuta sous Ordoño Ier qui repeupla Tui. Quelques décennies plus tard, Vímara Peres, vassal d'Alphonse III des Asturies, atteignit Porto (prise en 868) établissant les bases du comté de Portugal qui donnerait lieu ensuite au Portugal.

### La frontière orientale: le Duché de Cantabrie, la Castille et la haute vallée de l'Ebre
À la fin du VIIe siècle, les régions les plus orientales de la submeseta nord étaient peuplées de petites communautés rurales de diverses origines ethniques. La population indigène descendait des différentes tribus qui peuplaient les lieux aux temps pré-romains, comme les Vardules, les Vaccéens, les Turmoges et les Celtibères, et elle consacrait essentiellement au pastoralisme. Sur cette population originelle s'établit une vague migratoire provenant de la zone cantabro-pyrénéenne, qui venait constituée essentiellement de clans appartenant à deux peuples distincts : les Cantabres et les Vascons.
Les Cantabres commencèrent les premiers leur expansion. La Cantabrie décrite par les géographes romains s'étendait quasi exclusivement sur les territoires de la Cordillère, et pourtant son expansion, conséquence probable de la sédentarisation de ce peuple, commença à partir du IIe siècle sur les terres de la Meseta, comme peuvent en témoigner les très nombreuses pierres vadinienses qui font état d'un fort mouvement migratoire des habitants de la région des Pics d'Europe vers la zone de Cistierna. Toutefois, la colonisation la plus intense fut menée dans la vallée moyenne haute de l'Ebre, dans les provinces actuelles de Burgos et de la Rioja.
Ainsi, on peut déduire ceci de la lecture de la Chronique du Biclarense (VIe siècle), où sont décrites les campagnes du roi wisigoth sur ces terres : la Cantabrie wisigothe ne coïncidait pas avec celle décrite par les géographes romains, elle s'étendait plutôt sur les terres de la Rioja et de la Ribera de Navarre. Elle est décrite comme une région située côte à côte avec le territoire des Vascons, et dont la capitale portait le même nom, la ville de Cantabrie, établie à un kilomètre au nord de la ville actuelle de Logroño, et dont les ruines sont encore visibles. Cette ville reçut les admonitions de San Millán, qui exhorta ses habitants à se convertir s'ils ne voulaient pas être détruits par les forces du mal. Cette mise en garde ne fut pas entendue des villageois qui virent leurs foyers détruits par les troupes du roi arien Léovigild. Plus tard, ce lieu fut le siège du Duché de Cantabrie, créé par Ervige à la fin du VIe siècle. Il avait pour objectif de pacifier les Cantabres et de contenir l'expansion basque. On connaît le nom d'un des ducs, Pierre, qui fut le père du roi asturien Alphonse Ier et également de quelques-unes de ses institutions, ainsi la Vie de San Millán, écrite par San Braulio, mentionne l'existence d'un Sénat de Cantabrie qui siégeait dans la cité homonyme.
Encore au XIe siècle l'évêque d'Astorga, Sampiro, appelle Sanche III de Navarre Rex Cantabriensis et au royaume de García IV, un noble navarrais nommé Fortún Ochoiz (en) reçoit le titre de Seigneur de Cameros, Seigneur du Val d'Arnero et Seigneur de Cantabrie.
L'expansion basque eut lieu au début de la Reconquista. La toponymie démontre que la langue basque fut parlée dans une grande partie de la Rioja et de la province de Burgos. Dans les Glosas Emilianenses (Gloses d'Émilien) certaines expressions en basque sont conservées, qui furent probablement annotées par des moines locuteurs natifs de cette langue. De fait, la langue castillane hérita du basque son système phonologique et une bonne partie de son anthroponymie (García, Sancho, Jimeno) et même dans le poème du Cid et dans les œuvres des Gonzalo de Berceo quelques-uns des personnages emploient des expressions basques.
En tout cas, la zone commença à passer sous influence des rois des Asturies à partir d'Ordoño Ier et d'Alphonse III, qui avec l'aide de ses vassaux Rodrigo de Castille et Diego Porcelos repeuplèrent Amaya et fondèrent la ville de Burgos.

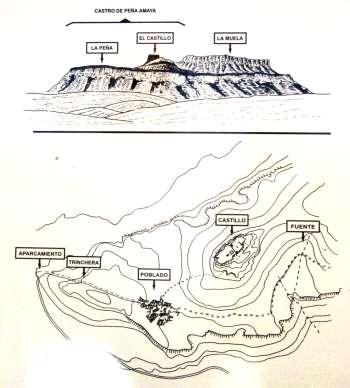
Plan archéologique d'Amaya. Le village et le château sont d'origine médiévale, et Rodrigo de Castille, premier comte de Castille y passa probablement de longues périodes

Les premières avancées significatives depuis la Cordillère Cantabrique vers la Meseta eurent comme acteurs principaux les Foramontanos, nom sous lequel sont désignés colons qui abandonnaient les territoires montagnards du Nord et qui se dirigeaient vers le Sud pour coloniser la plaine. Quelquefois la colonisation était réalisée à l'initiative de la petite noblesse et des monastères, en d'autres occasions il s'agissait de large groupes de parenté qui migraient sur la Meseta, dans un mouvement peu différent de celui que réalisèrent les vadinienses aux premiers siècles de notre ère. Pendant le règne d'Alphonse II la zone de Campoo, le territoire des sources de l'Ebre ainsi que les zones plus septentrionales du bassin du Duero furent occupées. Ce territoire était difficile à coloniser, étant donné que le flanc oriental du royaume était le plus mal protégé : les expéditions qui se dirigeaient sur la Galice et León devaient traverser le Désert du Duero, un lieu peu propice à l'approvisionnement des troupes, et à cause de cela leurs bases se situaient à Tolède, Coria, Talamanca et Coimbra, localités qui se situaient à plus de 400 kilomètres de leurs objectifs. Cependant la région de la Rioja était relativement peuplée, elle se trouvait aux mains d'une puissante famille de seigneurs locaux, les Banu Qasi, et elle était traversée par une chaussée romaine qui passait par Amaya et qui arrivait jusqu'à Astorga. Cette même route avait été utilisée par Léovigild pendant ses campagnes contre les Cantabres en 574 et par Muza, pendant sa longue opérations de conquête menée pendant les années 712-714.
Le roi Ramire Ier effectua une tentative de colonisation et de fortification de la ville de León, bien qu'une expédition musulmane fit échouer celle-ci. Cependant son successeur Ordoño mit à profit la domination militaire asture croissante ainsi que les problèmes internes de l'Émirat pour établir et fortifier des places stratégiques dans le bassin du Duero. Rodrigo, premier comte de Castille par Ordoño Ier repeupla la Peña d'Amaya, ce qui assura la présence asturienne sur la rive droite de l'Ebre.
Son successeur Diego Rodríguez Porcelos, agit à l'époque d'Alphonse III avec une politique encore plus expansive. La frontière orientale du comté se fixa sur l'Arlanzón et les Monts d'Oca. Burgos fut fondée et les musulmans furent arrachés à certaines de leurs forteresses frontalières, comme Pancorbo, qui servaient de base pour les expéditions avec lesquelles les émirs de Cordoue dévastaient ces comarques. Pour protéger la frontière orientale du royaume des Asturies, ils durent construire une multitude de châteaux qui donneraient bientôt leur nom à la région : la Castille.
Pendant les décennies qui suivirent la mort de Diego Porcelos, d'autres nobles comme Vela Jiménez, comte d'Alava ou Nuño Nuñez, comte de Castille, poursuivirent l'avancée asturienne vers le Sud, qui atteignit la vallée du Duero au début du Xe siècle. On procéda à l'occupation de la ville d'Osma et à la pénétration vers la zone de Sepúlveda. Toutes ces terres appartenant à la haute vallée du Duero, furent habitées par les Celtibères et les Arévaques, et on y trouvait des enclaves de souche comme Numantia (détruite par les troupes de Scipion) et Uxama (Osma), qui d'après tous les indices continua d'être peuplée après la conquête musulmane. La lettre de Beatus à Eterius, évêque d'Osma, démontre qu'à la fin du VIIIe siècle cette ville conservait encore le siège de l'évêché. Le philologue espagnol Diego Catlán expose dans son œuvre Las lenguas circunvecinas del castellano (Les langues circonvoisines du castillan) sa thèse selon laquelle le castillan parlé à Soria ainsi que dans la région de Monts d'Oca avait des origines mozarabes, et Rafael Lapesa affirme l'influence des traits linguistiques mozarabes dans le parler de cette région dans son livre Historia de la lengua castellana. Ces traits semblerait donner des arguments à ceux qui affirment qu'il y eut une continuité démographique et culturelle dans des zones précises du bassin du Duero.

### Les territoires des Vascons
Au début de l'ère chrétienne, les territoires de la dépression basque étaient peuplés essentiellement par trois peuples distincts : les Vardules, les Caristes et les Autrigons. Certains auteurs, parmi eux le linguiste Koldo Mitxelena, considèrent que ces peuples parlaient une langue ancêtre du basque actuel.
Au contraire, d'autres historiens et philologues comme Claudio Sánchez-Albornoz ou Jürgen Untermann estiment que la dépression basque (les antiques saltus et ager vasconum) fut colonisée tardivement aux Ve et VIe siècles par des peuplades originaires d'Aquitaine. En ce sens on a souligné qu'aussi bien l'ager que le saltus vasconum étaient profondément romanisés, et jusqu'à aujourd'hui une toponymie indo-européenne non basque s'est conservée (Deva, Durango) dans les provinces basques actuelles. L'expansion déjà évoquée de leuskara au Moyen Âge, ainsi que l'absence d'une épigraphie proto-basque hors du territoire aquitain, sembleraient être des arguments de poids dans cette direction (fait curieux, les seules monnaies trouvées en Navarre, celles de Bascunes étaient frappées en ibère). S'il est avéré que le gisement d'Iruña-Veleia contient des inscriptions en langue basque, il est également avéré que celles-ci sont relativement tardives, entre les IIIe et Ve siècles. D'après certains auteurs, elles n'invalideraient pas la thèse de la vasconisation tardive de la dépression basque, mais elle l'avanceraient simplement de deux ou trois siècles.

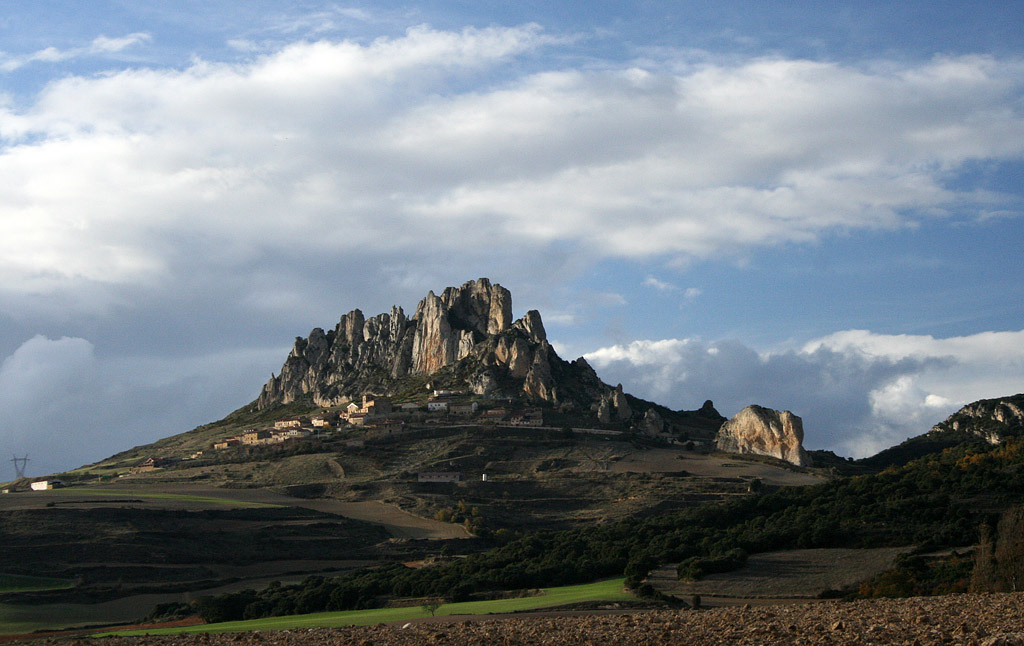
Vue de Cellorigo, où se trouvait la forteresse imprenable du comte d'Alava, Vela Jiménez.

En tout cas, il est certain que la langue basque ne dépassa jamais la limite du Nervión à l'époque de la monarchie asturienne. En ces temps, les Vascons des territoires les plus à l'Ouest tombèrent sous l'influence asturienne pendant les règnes d'Alphonse Ier et de Fruela. Ce dernier épousa une Alavaise, Munia, qui lui donnerait un fils, le futur roi Alphonse II. Pendant le règne de Mauregat, le jeune prince Alphonse dut se réfugier avec ses parents maternel dans la région d'Alava jusqu'à ce qu'il put enfin accéder définitivement au trône des Asturies après la mort de Bermude Ier. La constitution du comté d'Alava remonte à la rébellion du comte Eglyon contre Alphonse III. Après avoir étouffé la révolte, le monarque éleva un noble loyal à sa cause, Vela Jiménez au titre de comte d'Alava. Ce magnat eut une importance cruciale en ce qui concerne la repopulation et la fortification de la Castille, en particulier pour la défense de Cellorigo en 882 contre les troupes d'Al-Mundhir de Cordoue. Le comté d'Alava s'étendait sur tous les territoires de la province homonyme à l'exception de la Terre d'Ayala qui n'intégra le territoire qu'au XVe siècle, et très vraisemblablement de la vallée d'Aramayona. D'autre part, il incluait les territoires frontaliers des provinces actuelles de Burgos et de la Rioja. Ce comté survécut comme entité indépendant jusqu'à la mort d'Alvaro Herrameliz, à la suite de laquelle Alava fit partie des domaines de Ferdinand Gonzalez.
Le chroniqueur biscaïen Lope Garcia de Salazar situe dans ses œuvres Chroniques de Biscaye (Crónicas de Vizcaya, 1454) et Joies et fortunes (Bienandanzas e fortunas, 1471) la naissance de la seigneurie de Biscaye à cette époque. Elles mentionnent l'existence d'un héros fondateur, Jaun Zuria, au teint pâle et aux cheveux blonds qui créa la seigneurie après sa victoire sur les troupes asturienne lors de la légendaire bataille d'Arrigorriaga (840). Toutefois, le manque de documentation à ce sujet laisse toutes ces questions en suspens : la seule chose que constatèrent les chroniques contemporaines fut qu'Alphonse III fit front avec succès à une rébellion des Vascons.

## Culture et société
Le royaume était éminemment rural, à l'économie de subsistance axée seulement sur l'agriculture et l'élevage ; Oviedo était l'unique centre urbain dans les Asturies actuelles. Cependant, il y avait une série de villes importantes dans les autres parties du royaume, comme Braga, Lugo, Astorga, León et Zamora. La société, de type égalitaire dans un premier temps s'est progressivement féodalisée, surtout lors de l'arrivée de populations mozarabes de culture wisigothe. Paradoxalement, cette population qui christianisa peu à peu le royaume s'était établie dans une région aux nombreux éléments culturels païens (l'église de la Sainte Croix, à Cangas de Onís, premier vestige architectural, était construite sur un dolmen).
Bien qu'on considère traditionnellement que l'activité culturelle était très réduite, le travail de Beatus, l'acrostiche dédié à Silo, les constructions préromanes, font que ce point est en train de changer.
L'organisation territoriale était liée aux comtes qui étaient à la tête des domaines les plus éloignés, le noyau initial asture étant sous les ordres directs du roi. La structure de la cour, loficio palatino était bien plus simple que celle des wisigoths.

## Art asturien
Les monuments d'art préroman en Asturies sont des représentants de la petite civilisation qui se construisait dans l'aire cantabre. En ce sens, l'art asturien est, au même titre que l'art catalan, un des deux représentants majeurs de l'art préroman en Espagne. Si les influences lombardes sont évidentes chez ce dernier, c'est surtout l'influence carolingienne qui se fait ressentir dans l'art préroman asturien.

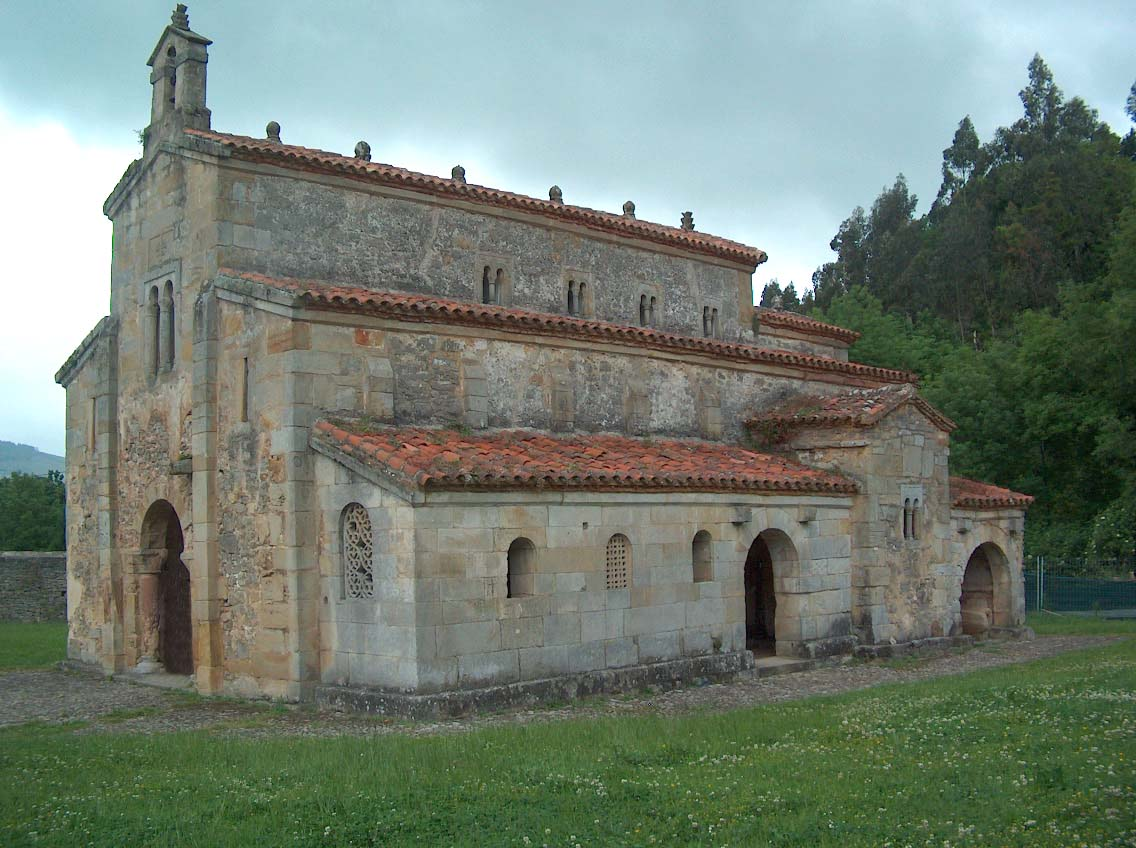
Image de San Salvador de Valdediós. La végétation touffue et l'éloignement du monde des hommes faisaient des vallées asturiennes un lieu idéal pour le recueillement, la prière et la rencontre avec le divin. La prolifération de toponymes comme Valdediós (Val de Dieu) ou Ribeira Sacra (Rivière Sacrée) fait référence à ces temps où des comarques entières furent colonisées par des monastères.

Toutefois, bien qu'on ait traditionnellement souligné les liens entre les styles asturien et wisigoth, certains auteurs ne manquent pas de faire remarquer le fait qu'un bonne partie de ses caractéristiques dérive probablement de l'art romain et paléochrétien duquel il existe quelques représentants en territoire asturien. On trouve également certaines influences autochtones, purement asture. Ainsi, dans quelques monuments préromans, comme San Miguel de Lillo, on peut observer des médaillons dans lesquels apparaissent gravés des motifs païens comme l'hexapétale ou la spirale solaire qui sont encore de nos jours utilisés pour décorer les greniers asturiens.
L'art préroman asturien peut être structuré selon les périodes suivantes :
- le Préramirien (milieu du VIIIe siècle - 842), dans lequel on place aussi bien les églises construites par le roi Silo à Pravia, que les monuments édifiés par Alphonse II autour de sa cour à Oviedo, parmi lesquels se signalent la cathédrale préromane de San Salvador, qui fut remplacée par la cathédrale gothique actuelle (construite au XIVe siècle), le Palais Royal, qui fut détruit postérieurement et duquel ne furent conservés que la chapelle palatine (la Cámara Santa actuelle) et quelques tombeaux qui font aujourd'hui partie intégrante de l'église de San Tirso.
- le Ramirien qui doit son nom au roi Ramire Ier, sous le règne duquel furent édifiés les principaux monuments appartenant à l'art asturien, tels Santa María del Naranco et San Miguel de Lillo
- les Postramirien qui englobe toutes les constructions érigées sous les règnes d'Ordoño II et d'Alphonse III Le Grand, comme San Salvador de Valdediós.

Parallèlement à toutes ces réalisations en matière d'art architectural, au sein du royaume des Asturies se développa une orfèvrerie raffinée dont les témoins les plus renommés sont la Croix des Anges, la Croix de la Victoire et le Coffret aux Agates.

## Religion et spiritualité au royaume des Asturies

### Reliquats de paganisme antique
« La Xana galana y fermosa
coronada con perles d'orbayu,
vestida con gales de mayu
y calzada de fueyes de rosa »
— Nel y Flor, Pin de Pría
« Vini a to tierra pa val dosmil años
qu'antes pasiara'nriba les estrelles
y al topame na Ínsula 'nte 'straños
Dalgunos hebo que siguín mios güelles. »
— El Cuintu la Xana, Francisco González Prieto
Bien que les premiers témoignages chrétiens des Asturies datent du Ve siècle, la véritable progression du christianisme dans les Asturies eut seulement lieu à partir du milieu du VIe siècle quand toute une troupe d'anachorètes, comme Saint Toribio de Liébana et d'autres moines appartenant à l'ordre de Saint Fructueux de Braga, se furent installés dans les territoires de la cordillère cantabrique et commencèrent la prédication de la doctrine chrétienne parmi les autochtones.
La christianisation des Asturies avança très lentement et l'on peut dire qu'elle n'arriva jamais à faire oublier les antiques divinités. Comme dans bien d'autres lieux (peut-être dans une plus grande mesure ici), elles survécurent dans les croyances populaires en coexistant dans un syncrétisme avec la nouvelle religion. Ainsi dans son œuvre De correctione rusticorum Saint Martin de Braga réprimandait de cette façon les paysans de la Gallaecia pour leur attachement aux cultes païens : « De nombreux démons expulsés du ciel président dans la mer, les rivières, les sources ou les forêts et se font vénérer des ignorants comme des dieux. Pour eux ils font des sacrifices : dans la mer ils invoquent Neptune ; dans les rivières les Lamias : dans les sources les Nymphes ; dans les forêts les Dianes ».

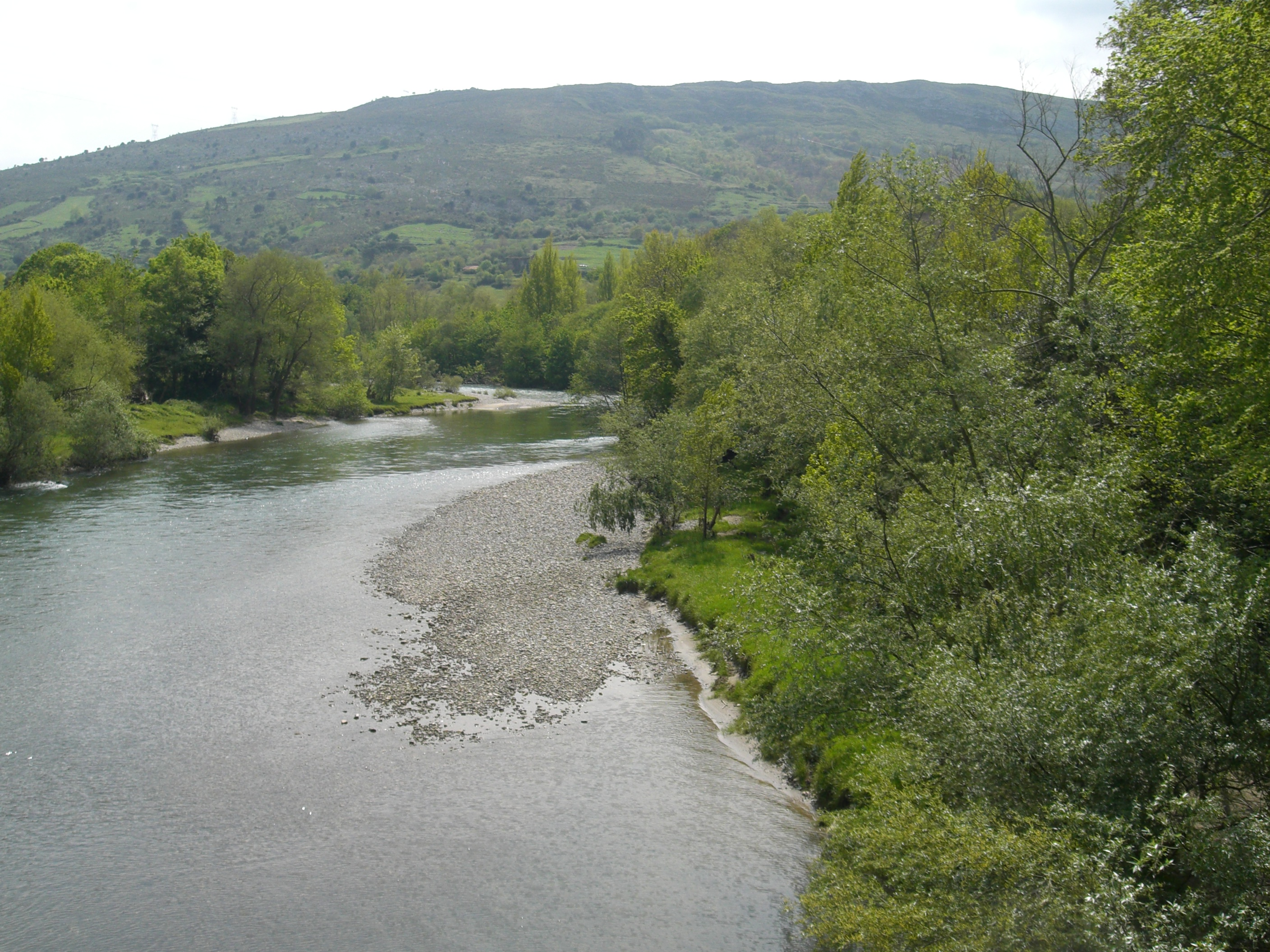
La Deva, qui fut en son temps consacrée à la déesse éponyme

L'écrivain asturien Constantino Cabal fut le premier à soutenir l'idée d'une parenté étymologique, aujourd'hui généralement admise par les philologues, entre le mot latin diana mentionnée dans la citation de Saint Martin de Braga, et l'asturien Xana qui désigne la créature de la mythologie asturienne : ceci pourrait indiquer une certaine continuité entre l'antique religion asture et les croyances mythiques existant de nos jours dans les régions rurales des Asturies. Ce n'est pas en vain que le ruisseau qui jaillit du sanctuaire de Covadonga porte encore aujourd'hui le nom de l'antique déesse celte Deva (forme féminine du nom de dieu en langue celtique, attesté sous la forme Teiuo- en celtibère), dont le culte était célébré en ce lieu avant sa christianisation. Selon d'autres auteurs deva serait un mot d'une langue indo-européenne non identifiée qui signifie simplement déesse (l'indo-européen *deiuos a en effet abouti au celtique dēuos, au vénète deiuos, au latin deus, au vieux norrois tivar, au sanskrit deváh, etc.) et il serait possible que derrière cette dénomination se cachent d'autres divinités féminines comme Navia ou Briga. En tout cas, Deva était un vocable qui d'après l'opinion d'historiens reconnus,, d'ethnologues et de philologues, jouissait d'une grande renommée à l'époque pré-chrétienne comme en témoignent des toponymes tels que l'Ile de la Deva (à Castrillón), ou le puits du Güeyu la Deva (Gijón). On dit encore aujourd'hui de la première qu'en viennent les filles qui naissent sur le territoire de la commune ; du Güeyu la Deva que ses eaux rouges ne sont rien d'autre que le sang des Maures défaits à la batailles de Covadonga.

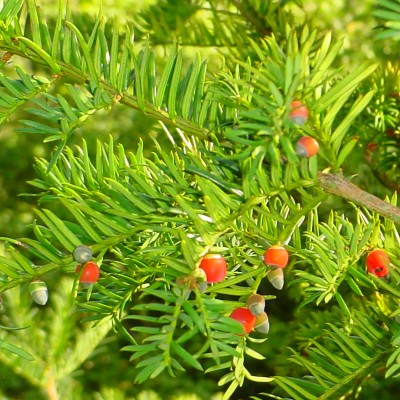
l'if (texu en asturien) représente le lien des Asturiens païens avec la Tierre, les ancêtres et la religion antique.

Dans la vallée moyenne de la Sella, région où fut fondée Cangas de Onís, il existait une zone de dolmens qui datait de l'époque mégalithique, probablement de la période 4000 - 2000 av. J.-C. Dans celle-ci, particulièrement sous le dolmen de Santa Cruz on effectuait les enterrements rituels des chefs tribaux de la comarque. Cette pratique survécut aux conquêtes romaine et wisigothe, jusqu'au point qu'encore au VIIIe siècle le roi Favila y fut enterré au même endroit où reposaient les restes des chefs ancestraux. Bien que la monarchie asturienne elle-même parraina la christianisation du lieu (elle ordonna la construction d'une église), il est certain qu'encore aujourd'hui il existe des traditions païennes qui affirment que le dolmen de Santa Cruz est peuplé de xanas et que la terre extraite de son sol a des propriétés curatives.
D'après la pierre trouvée sur la tombe de Favila, un personnage appelé Asterio officia aux funérailles du roi, qu'il qualifie de vate, mot latin qui signifie « devin, prophète » et qui a vraisemblablement été emprunté par le latin au gaulois uati-, comparable au gallois gwad « chant, poème, satire », au gaélique irlandais faith « voyant, devin, prophète » qui fait référence aux bardes qui réalisaient des prophéties et des divinations. À défaut d'une tradition celtique confirmée localement par des éléments linguistiques ou archéologiques, on peut y voir aussi la réminiscence du vieil art divinatoire indo-européen (dont on retrouve également la trace dans le mot gotique wods « possédé », le nom d'Odin, le vieux salve vĕti(ji) « orateur, prophète », peut-être le sanskrit vátati « inspiré »). Ceci contraste en tout cas, avec les textes chrétiens les plus communs où on a l'habitude de désigner les prêtres avec le terme presbyterus (du grec Πρεσβυτερος, « grand frère »). En ce sens, il ne faut pas oublier que la christianisation des Asturies, comme celle d'autres régions continentales de l'Europe situées plus au nord, fut menée à bien par des voies assez peu orthodoxes : le Parrochiale Suevorum attribuait au siège des Bretons les paroisses existantes sur le territoire asturien, c'est pourquoi il est probable que les formes primitives du christianisme existant aux Asturies ne différaient que peu des pratiques des églises celtes des Iles Britanniques, parmi elles la tonsure de ses moines, qui par ses réminiscences païennes fut condamnée par le IVe Concile de Tolède Il reste encore de nos jours en Galice de nombreuses légendes pieuses relatives à des religieux qui voyagèrent sur la mer jusqu'aux côtes du Paradis, par exemple Saint Amaro, Trezenzonio ou Ero de Armenteira, qui conservent d'énormes parallèles aux histoires de Saint Brendan le Navigateur, Saint Maclou, ou des immrama irlandais. D'autre part, le paganisme a sans aucun doute influencé les pratiques de l'Église Catholique dans les Asturies : il n'était pas inhabituel que les prêtres participassent aux cérémonies pour empêcher la venue du Nuberu dans une paroisse déterminée et dans le personnage des freros sont conservés les derniers vestiges de la poésie mythologique dans les Asturies traditionnelles.
Le processus de christianisation fut encouragé par les rois des Asturies qui, à la différence des rois de l'Angleterre païenne (comme Penda), de l'Irlande gaélique (Conn Cétchathach) ou de la Saxe du VIIIe siècle (le duc Widukind), ils ne cimentèrent par leur pouvoir sur les traditions religieuses indigènes mais ils prirent leurs mythes fondateurs des Saintes Écritures chrétiennes (en particulier de l'Apocalypse et des livres prophétiques d'Ézéchiel et Daniel) et des textes des Pères de l'Église, comme nous le verrons dans la section suivante.[style à revoir]

### Religion chrétienne: Millénarisme et Culte de Saint-Jacques
« Et il y aura des signes dans le Soleil, dans la Lune et dans les astres, et, sur la Terre, une angoisse des nations inquiètes du fracas de la mer et de son agitation […] alors on verra le Fils de l'homme venant dans une nuée avec grande puissance et grande gloire. »

— Lc 21, 25-27
Pendant les règnes de Silo et de Mauregat s'établirent les bases de la culture du royaume des Asturies et de l'Espagne chrétienne du Haut Moyen Âge. À cette époque d'apparence anodine, qui vit les rois des Asturies se soumettre aux diktats des émirs de Cordoue, vécut Beatus de Liébana, qui fut sans doute le plus haut personnage intellectuel du royaume des Asturies, et dont l'œuvre laissa une trace indélébile dans la culture chrétienne de la Reconquista.

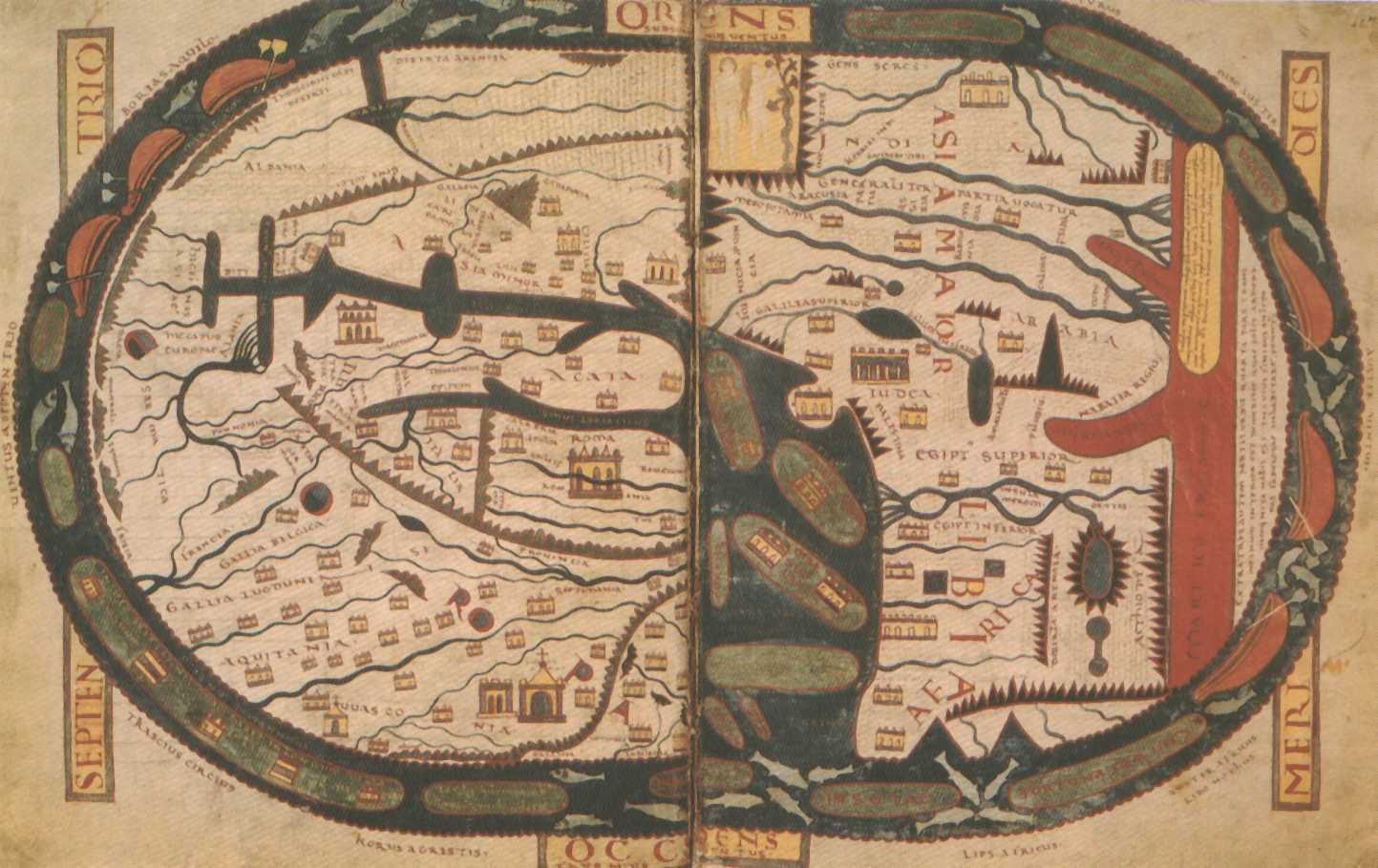
Mapa Mundi de Beatus de Liébana. À la différence de la cartographie moderne, le haut de la carte n'est pas orienté vers le Nord mais vers l'Orient. C'est pour cela que l'on dit qu'elle est orientée (le terme vient de là). Beatus de Saint-Sever, BNF.

Beatus se vit directement impliqué dans la querelle adoptianiste, au sein de laquelle il lutta avec force contre Elipand, évêque de Tolède.
Les adoptianistes soutenaient que Jésus naquit homme et qu'il fut adopté par le Père seulement après sa mort et sa résurrection et qu'il acquit ainsi son caractère divin. L'adoptianisme prenait racine dans l'arianisme qui niait la divinité du Christ et dans le paganisme gréco-romain, où il existait quelques exemples de héros comme Hercule qui après leur mort atteignirent l'apothéose. Il convient également de ne pas écarter des influences musulmanes dans l'apparition de l'adoptianisme, ainsi Elipand obtint sa charge grâce aux autorités musulmanes, dont la religion niait la divinité de Jésus, le considérant comme un prophète et non comme le Fils de Dieu. Cependant, l'hérésie adoptianiste fut combattue par Beatus depuis son monastère de Santo Toribio de Liébana en même temps qu'il défendit l'indépendance de l'église asturienne face à celle de Tolède et qu'il resserra les liens avec Rome et l'Empire carolingien. Ainsi Beatus fut appuyé dans sa lutte contre l'église de Tolède par le Pape ainsi que par Alcuin de York, érudit anglo-saxon établi à Aix-la-Chapelle avec lequel il entretint une grande amitié.

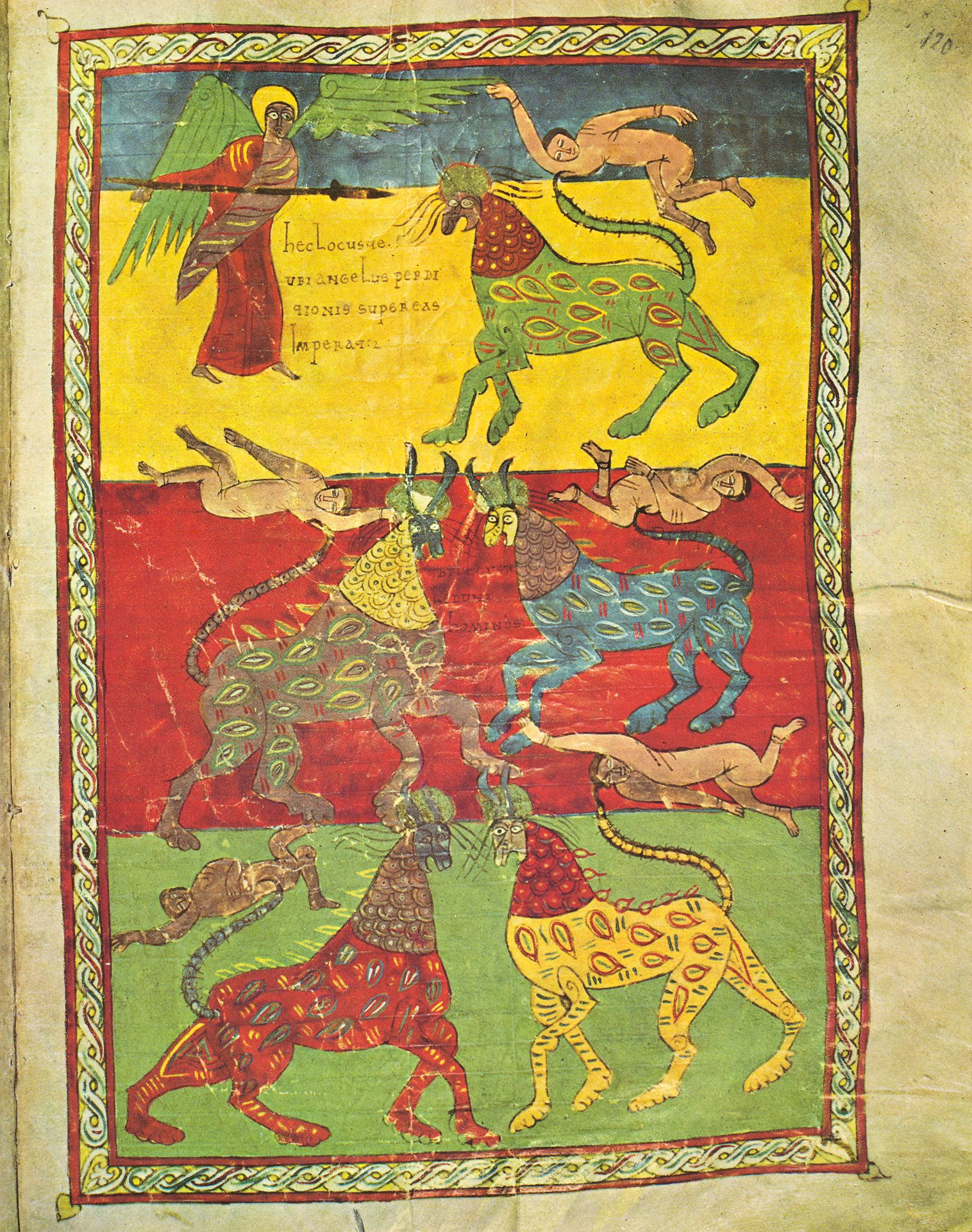
L'Ange de la Cinquième Trompette: Et le cinquième ange sonna de la trompette ; et je vis une étoile qui était tombée du ciel sur la terre, et on lui donna la clef du puits de l'abîme. (Apocalypse 9, 1). Beatus de Valladolid, bibliothèque universitaire de Valladolid.

L'œuvre la plus transcendante créée par Beatus fut ses Commentaires de l'Apocalypse qui furent copiés en manuscrits les siècles suivants (appelés communément Beatus) et au sujet desquels l'écrivain italien Umberto Eco déclara : « Ses images fastueuses ont donné lieu au plus grand évènement iconographique de l'Histoire de l'Humanité ». Beatus y exposait une interprétation personnelle du récit apocalyptique, à laquelle il ajoutait des citations provenant de l'Ancien Testament et des Pères de l'Église, le tout étant accompagné d'enluminures magistrales.

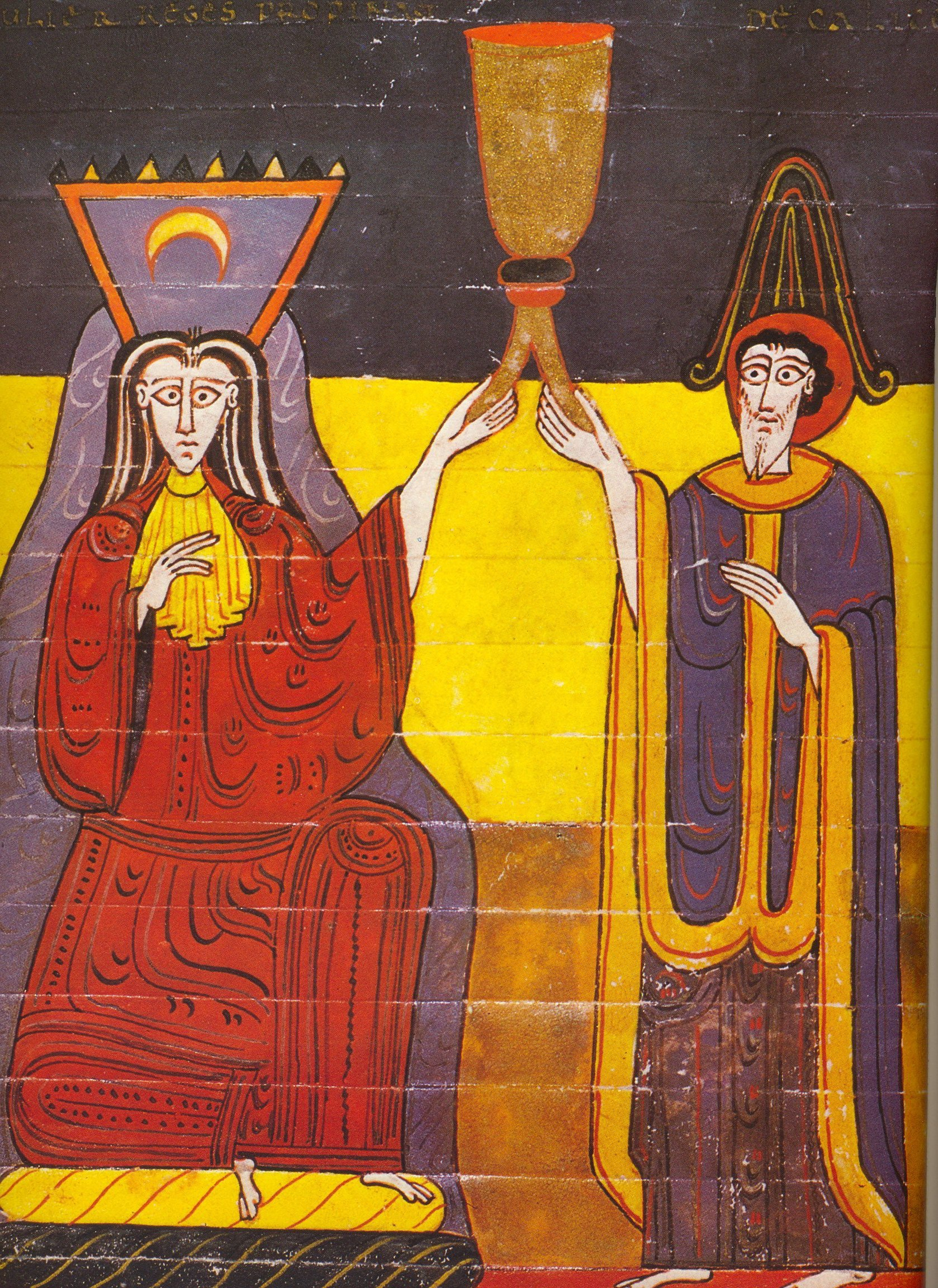
Cette femme était vêtue de pourpre et d'écarlate ; et richement parée d'or, de pierres précieuses et de perles ; elle tenait à la main une coupe d'or, remplie d'abominations et des souillures de sa prostitution. Sur son front était un nom, nom mystérieux : «Babylone la grande, la mère des impudiques et des abominations de la terre ». (Apocalypse 17, 4-5). Beatus de Ferdinand et Sancha, BNA.

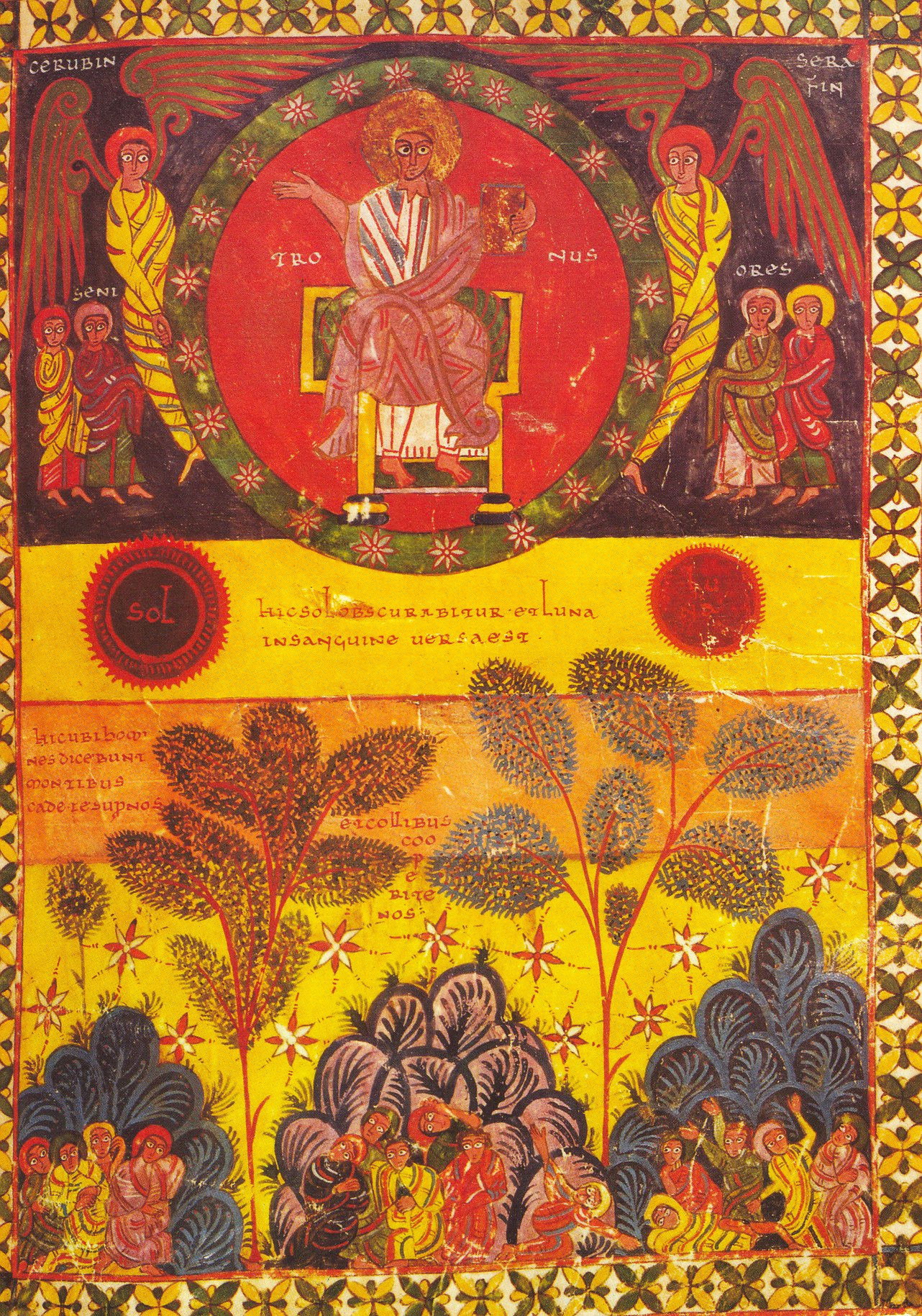
L'Ouverture du Sixième Sceau : Et je vis, quand il eut ouvert le sixième sceau, qu'il se fit un grand tremblement de terre, et le soleil devint noir comme un sac de crin, la lune entière parut comme du sang. (Apocalypse 6, 12). Beatus de Morgan, Pierpont Morgan Library.

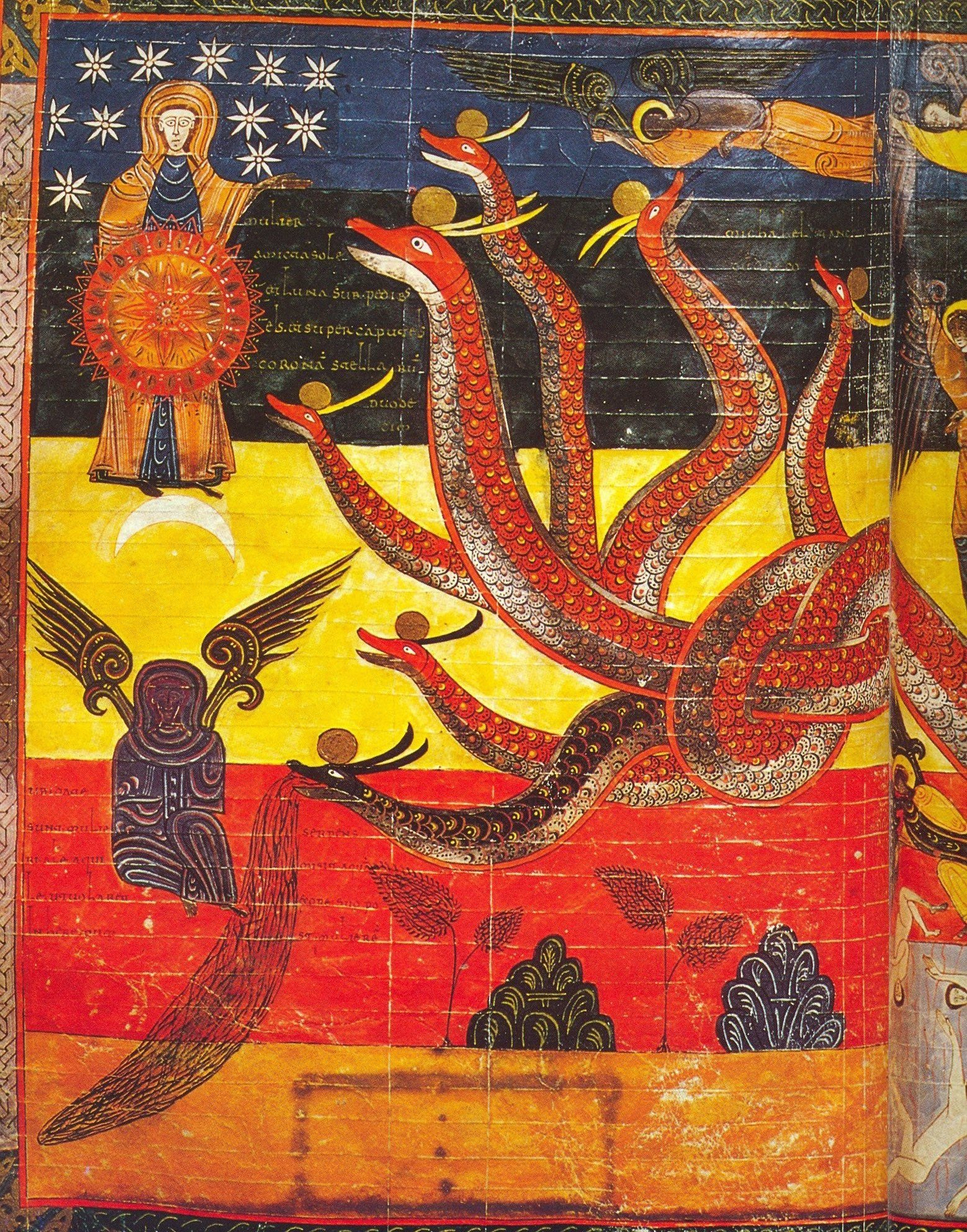
Puis il parut dans le ciel un grand signe : une femme revêtue du soleil, la lune sous ses pieds, et une couronne de douze étoiles sur sa tête. Elle était enceinte, et elle criait, dans le travail et les douleurs de l'enfantement. Un autre signe parut encore dans le ciel : tout à coup on vit un grand Dragon rouge ayant sept têtes et dix cornes, et sur ses têtes, sept diadèmes. (Apocalypse 12, 1). Beatus de Ferdinand et Sancha.

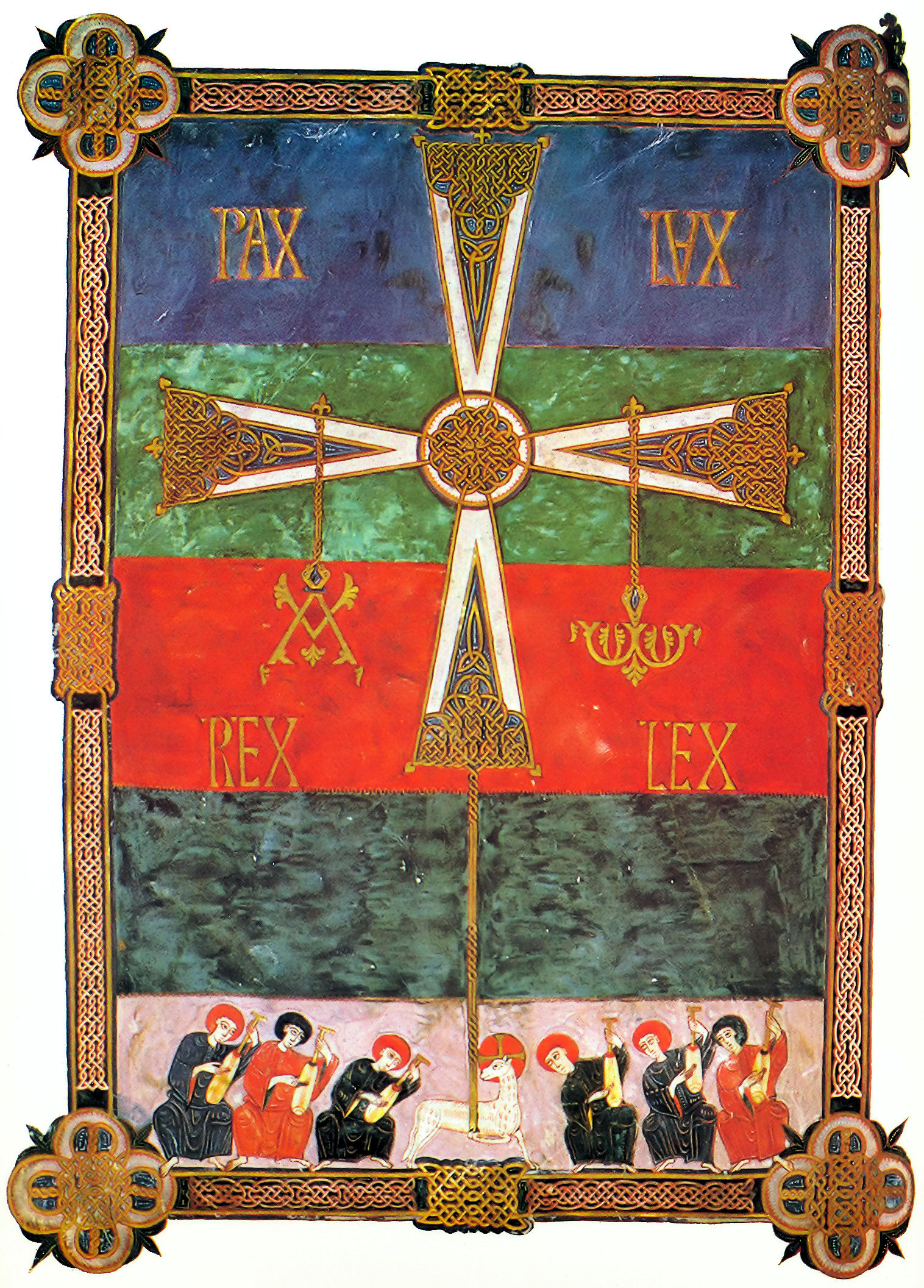
Je suis l'Alpha et l'Oméga, le commencement et la fin, dit le Seigneur Dieu, celui qui est, qui était et qui vient, le Tout-Puissant. (Apocalypse 1, 8). Beatus de Ferdinand et Sancha.

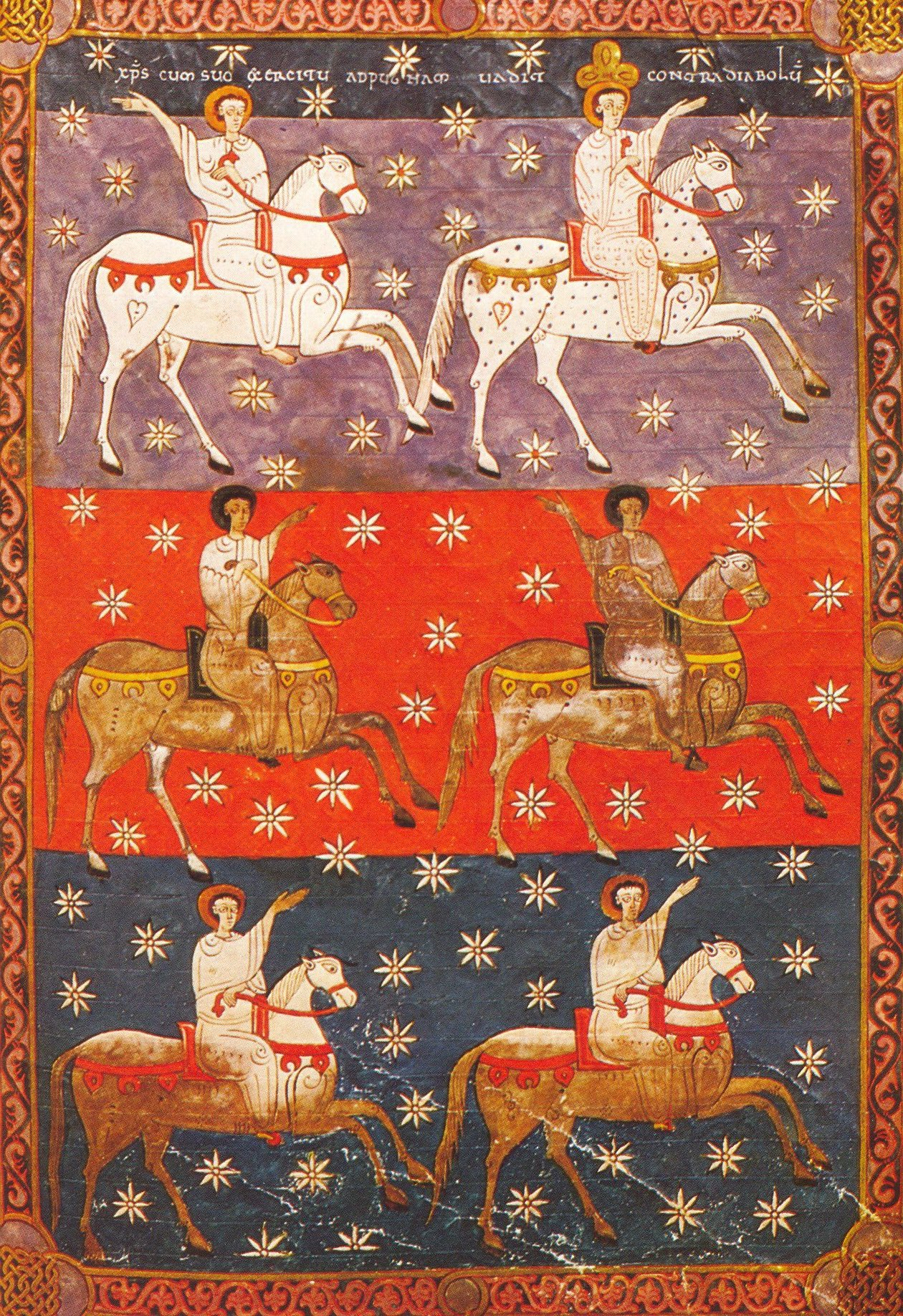
Puis je vis le ciel ouvert, et il parut un cheval blanc ; celui qui le montait s'appelle Fidèle et Véritable ; il juge et combat avec justice. Ses yeux étaient comme une flamme ardente ; il avait sur la tête plusieurs diadèmes, et portait un nom écrit que nul ne connait que lui-même ; il était revêtu d'un vêtement teint de sang : son nom est le Verbe de Dieu. (Apocalypse 19, 11). Beatus de Ferdinand et Sancha.

Dans les Commentaires, une nouvelle interprétation est données aux symboles de l'Apocalypse : Babylone ne désigne plus Rome, mais Cordoue, siège des émirs d'Al-Andalus ; la Bête, antique symbole de l'Empire Romain, incarne désormais l'envahisseur musulman qui menace de détruire la chrétienté occidentale et qui à l'époque affligeait les domaines du royaume des Asturies par ses fréquentes razzias.
Dans le prologue du deuxième livre de cette œuvre se trouve une des Mapa Mundi les plus connues de la culture européenne du Haut Moyen Âge. L'objectif de cette carte n'est pas tant la représentation géographique du Monde qu'une illustration de la diaspora évangélisatrice des Apôtres pendant les premières décennies du christianisme. Pour la réaliser, Beatus se fonda sur les données fournies par Isidore de Séville, Ptolémée et les Saintes Écritures. Le Monde est représenté sous forme d'un disque de terre entouré de l'Océan et qui est divisé en trois parties : l'Asie (demi-cercle supérieur), l'Europe (quadrant inférieur gauche) et l'Afrique (quadrant inférieur droit). La Mer Méditerranée (Europe-Afrique), le Nil (Afrique-Asie), la Mer Égée et le Bosphore (Europe-Asie) séparent les masses continentales.
Beatus était convaincu de l'arrivée imminente de la Fin des Temps, qui viendraient précédés du règne de l'Antéchrist, dont l'empire durerait 1290 ans. Comme il se fondait sur le schéma exposé par Saint Augustin dans son œuvre de La Cité de Dieu, le créateur des Commentaires estimait que l'histoire du monde était structurée en six Âges : les cinq premiers s'étendaient entre la création d'Adam et la crucifixion de Jésus, tandis que le sixième, postérieur au Christ et contemporain de notre époque, devait culminer avec le déchaînement des événements prophétisés par l'Apocalypse.
Les mouvements de caractère millénariste étaient chose commune dans l'Europe d'alors : dans les années 760-780 toute une série des phénomènes astronomiques se produit dans les Gaules et provoquent des paniques parmi les populations ; un moine visionnaire, Jean, prédit la Fin du Monde pendant le règne de Charlemagne. À cette même époque apparaît l'Apocalypse de Daniel, un texte écrit en syriaque pendant le règne à Byzance de l'impératrice Irène dans lequel est prophétisée toute une série de guerres entre Arabes, Byzantin et peuples du Nord qui s'achèveraient par la venue de l'Antéchrist.
Pour Beatus, les événements qui avaient alors lieu en Hispanie (la domination musulmane, l'hérésie adoptianiste, l'assimilation progressive des mozarabes, etc.) étaient des signes qui indiquaient la proximité de l'éon apocalyptique. Comme le rapporta Elipand dans sa Lettre des évêques d'Espagne à ses frères de Gaule, l'abbé de Santo Toribio en vint à annoncer la venue de la Fin du Monde à ses compatriotes de la Liébana pour Pâques de l'an 800 : la veille de ce jour, des centaines de villageois se réunirent autour du Monastère de Santo Toribio, attendant — terrifiés — le prodige. Pendant presque un jour et demi il demeurèrent en ce même lieu sans rien avaler jusqu'à ce que l'un d'entre eux, appelé Ordoño, s'exclama : « Mangeons et buvons, de sorte que si vient la fin du monde, nous soyons repus ! ».
Les visions prophétiques et millénaristes de Beatus de Liébana laissèrent un trace profonde dans le développement du royaume des Asturies : la Chronique Prophétique, qui fut rédigée autour de l'an 880, prédisait la chute finale de l'Émirat de Cordoue ainsi que la conquête et la rédemption de toute l'Espagne par le roi Alphonse II. Aussi, l'icône de la Croix de la Victoire, qui finit par devenir l'emblème du royaume des Asturies, avait pour origine un passage de l'Apocalypse dans lequel Saint Jean a la vision suivante de la Parousie : il voit Jésus-Christ assis majestueusement, entouré de nuages qui lui déclare : « Je suis l'Alpha et l'Omega, le commencement et la fin, celui qui est, qui était et qui vient, le Tout-Puissant ». L'usage du labarum remontait aux temps de Constantin le Grand, qui s'en servit lors de la bataille du pont Milvius. Mais en Asturies, l'usage de la Croix de la Victoire acquit des nuances de vénération. Dans presque toutes les églises préromanes ce symbole apparaît gravé,, souvent accompagné de l'expression « Hoc signo tuetur pius, in hoc signo vincitur inimicus » qui devint la devise des monarques asturiens.
Un autre héritage spirituel du royaume des Asturies est constitué de l'apparition d'une des routes culturelles les plus fascinantes d'Europe : le Chemin de Saint-Jacques-de-Compostelle. Le premier texte faisant référence à la prédication de Saint Jacques le Majeur est le Bréviaire des Apôtres (VIe siècle) qui mentionne un lieu nommé Aca Marmárica comme étant le site de son repos éternel. Saint Isidore de Séville persista dans cette idée dans son traité De ortu et obitum patrium. Un siècle et demi plus tard, aux temps du roi Mauregat, fut composé l'hymne O Dei Verbum dans lequel l'apôtre est qualifié de « tête dorée de l'Espagne, notre protecteur et patron national » et on fait référence à sa prédication dans la Péninsule pendant les premières décennies du christianisme. Certains attribuent cet hymne à Beatus, bien que ceci soit discuté parmi les historiens.
Mais ce ne fut pas avant le règne d'Alphonse II qu'arrivèrent de Galice les nouvelles d'un événement prodigieux : dans le diocèse d'Iria Flavia un ermite appelé Pelagius avait observé lors de plusieurs nuits successives des éclats mystérieux sur la forêt de Libredón. Des chants célestes accompagnaient la danse des lumières. Impressionné par ce phénomène, Pelagius se présenta devant l'archevêque d'Iria Flavia, Théodomir qui se rendit sur les lieux avec sa suite. Au milieu de la forêt on découvrit un tombeau de pierre avec trois corps qui furent reconnus comme ceux de l'apôtre Jacques le Majeur et de ses disciples, Théodore et Atanase. Selon la légende, le roi Alphonse fut le premier pèlerin à visiter l'Apôtre. Pendant les nuits que durèrent le trajet il fut guidé par le cours de la Voie lactée qui à partir de cet instant prendrait le nom populaire de Chemin de Saint Jacques.
La découverte du tombeau de Santiago représenta un succès politique de premier ordre pour le royaume des Asturies. L'Hispanie pouvait prétendre à l'honneur d'héberger les reliques d'un des apôtres de Jésus-Christ, un privilège partagé seulement avec l'Asie (Éphèse plus précisément) où reposait le corps de Saint Jean et avec Rome où furent enterrés les dépouilles de Saint Pierre et Saint Paul. Depuis cet instant, Saint-Jacques-de-Compostelle devint telle Rome et Jérusalem une des trois villes saintes de la Chrétienté. À l'ouverture du Chemin de Saint Jacques, une multitude d'influences pénétrèrent dans la Péninsule Ibérique en provenance d'Europe Centrale pendant les siècles à venir, depuis les styles roman et gothique jusqu'à la trova provençale.
Cependant, l'histoire de la découverte des reliques de l'Apôtre présente certains aspects énigmatiques. La tombe fut trouvée dans un endroit qui servait de nécropole depuis le Bas Empire, ainsi il est possible qu'il s'agisse des restes d'un notable de la région. L'historien britannique Henry Chadwick lança l'hypothèse selon laquelle le sarcophage trouvé à Compostelle contenait les reliques de Priscilien. D'autres auteurs, comme Constantino Cabal, soulignent que des nombreux lieux de Galice comme le Pic Sacré, la Pierre de Barca (Muxía) ou San Andrés de Teixido était la destination de pèlerinages de fidèles païens qui considéraient que ces lieux reconnus avec la Fin du Monde étaient des portes d'entrée vers l'Autre Monde. La découverte de la tombe de Saint Jacques permit le début de la christianisation de ces chemins de pèlerinages.

### Mythes et légendes
Étant donné que les Chroniques du royaume des Asturies furent rédigées un siècle et demi plus tard que la bataille de Covadonga, de nombreuses facettes des premiers rois sont restées dans la pénombre, abandonnées sur les terres nébuleuses du mythe et de la légende.
Si l'existence historique de Pélage ne souffre aucune contestation, en revanche son personnage fut teinté d'une multitude de traditions et de récits. L'un d'entre eux affirme qu'avant l'invasion musulmane de l'Espagne il se rendit en pèlerinage à Jérusalem, ville sainte de la Chrétienté.

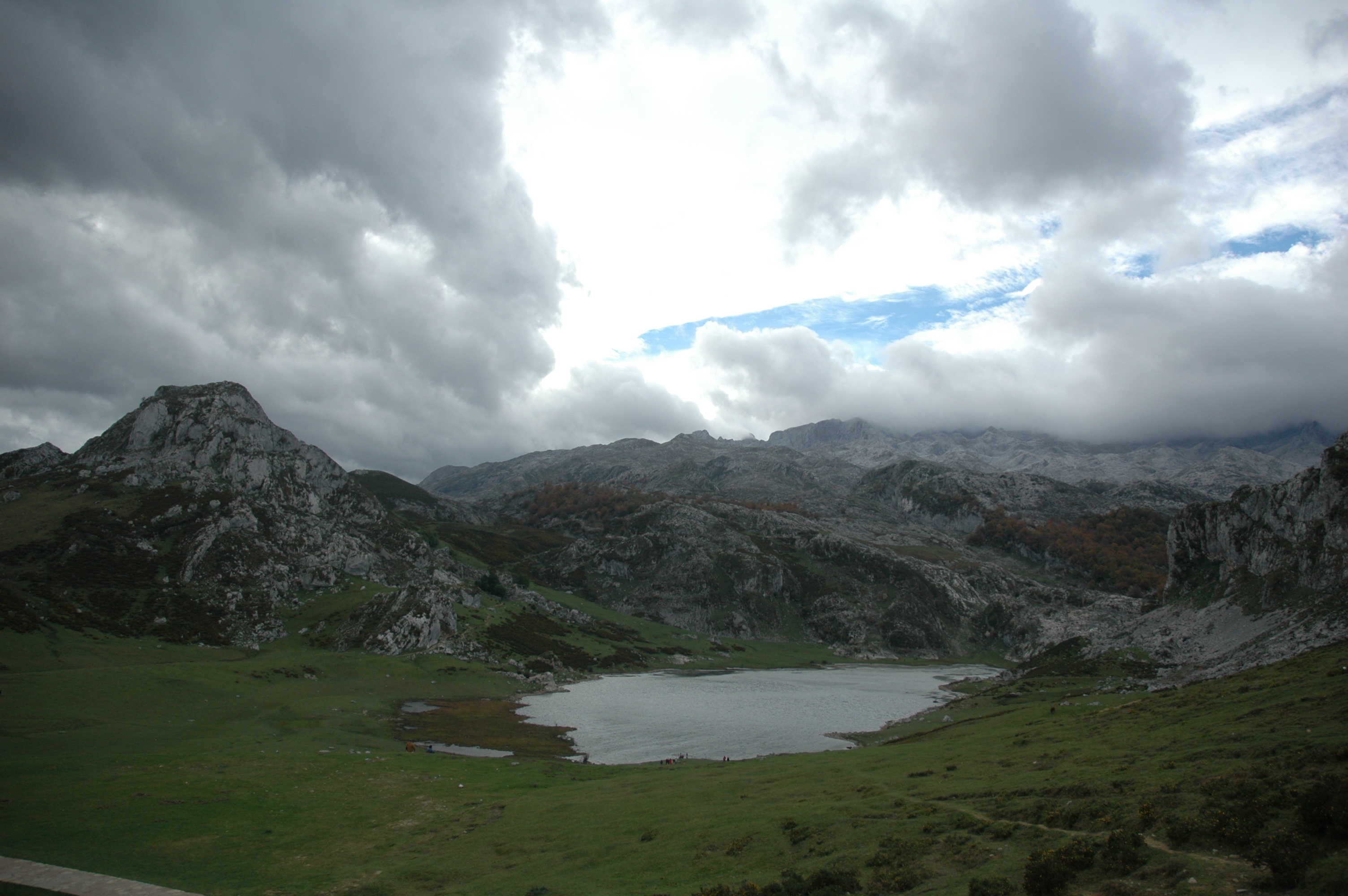
Lac d'Ercina. Selon la légende, en ce lieu se dressait un village voire — qui sait — une ville qui fut détruite par un déluge divin.

Aussi affirme-t-on que la Croix de la Victoire par un rayon qui tailla cette figure dans le tronc d'un chêne au moment de le frapper. Deux éléments d'importance fondamentale dans la mythologie asturienne s'entrelacent dans ce mythe : d'un côté le rayon qui était le symbole de l'antique dieu asture Taranis et qui est forgé par le Ñubery, seigneur des nuages, de la pluie et des vents ; d'un autre côté, le chêne est le symbole de la royauté asturienne, comme peuvent en témoigner ceux gravés dans le pierre de l'Église d'Abamia où sont reproduites les feuilles de cette essence d'arbre.

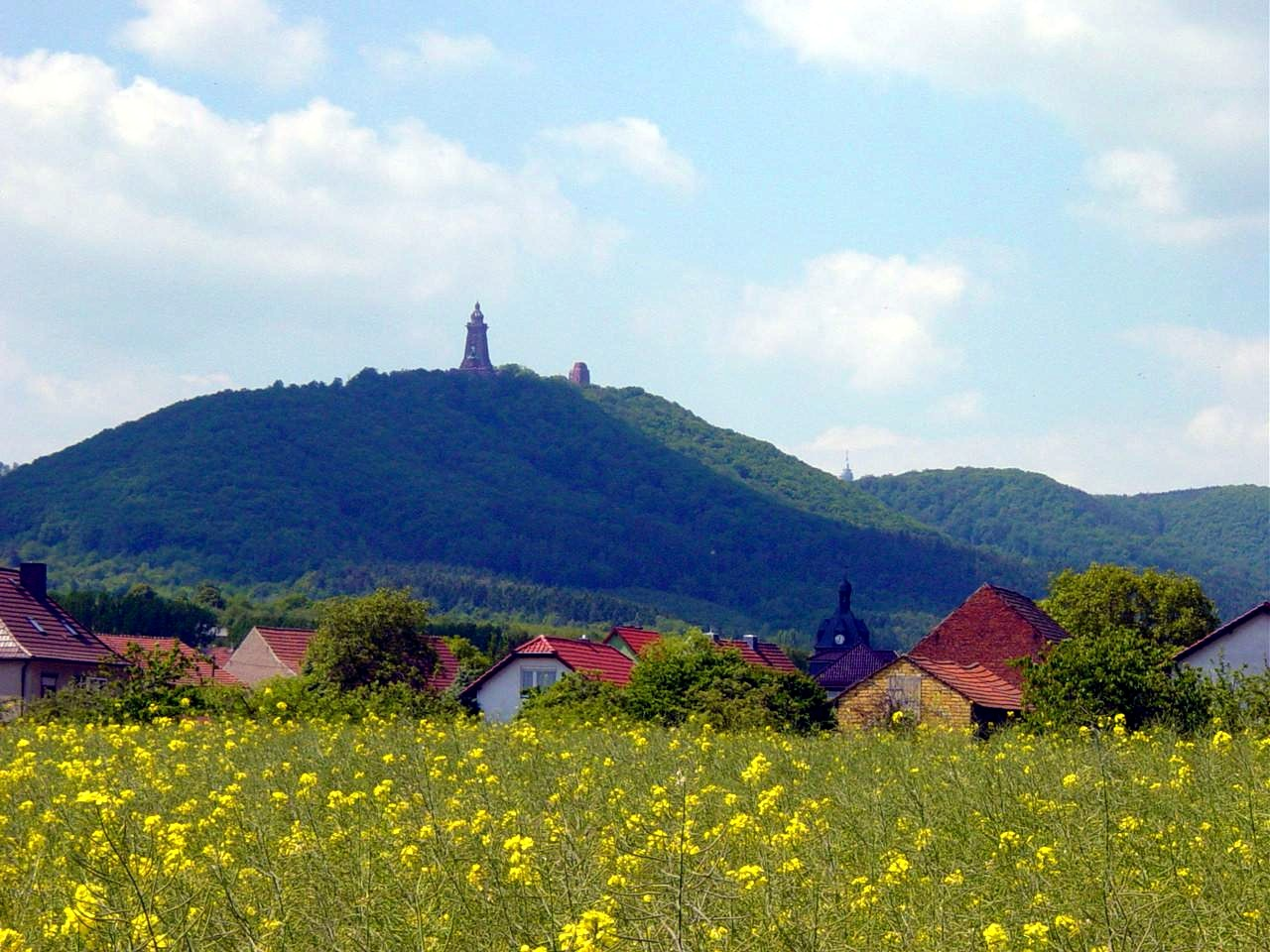
Le Kyffhäuser, en Allemagne, où d'une manière semblable à Fruela et à Bernardo del Carpio, l'empereur Frédéric Barberousse repose, entouré de ses cavaliers et de ses nains.

En outre, la région de Covadonga fut prodigue en récits formidables, comme celui qui affirme que sur le lieu qu'occupent aujourd'hui les lacs d'Enol et d'Ercina se dressait un village de bergers que visita un jour la Vierge. Vêtue comme une pèlerine, elle demanda le gîte et la nourriture aux maisons du village ; on la repoussa dans toutes à l'exception d'un humble refuge de berger où elle fut accueillie. Celui-ci partagea affectueusement avec elle tout ce qu'il possédait. Comme châtiment pour l'inhospitalité des habitants des lieux, le jour suivant un déluge d'origine divine dévasta le village qui demeura noyé pour toujours à l'exception de la hutte du berger. Face à lui, la mystérieuse hôtesse commença à pleurer, et ses larmes se transformèrent en superbes fleurs quand elles touchèrent le sol. Alors le berger se rendit compte que la divine pèlerine était la Vierge.
Il s'agit d'un mythe panceltique qui se rencontre dans de nombreuses histoires d'autres pays de l'Arc Atlantique, comme celle qui affirme que sous la lagune d'Antela (Galice) se trouvent les ruines dans l'antique cité d'Antioche, effacée de la carte en son temps par un déluge nocturne comme châtiment pour la vie condamnable de ses habitants. Encore aujourd'hui il est possible d'entendre pendant la Nuit de la Saint-Jean les cloches de l'église de la ville ainsi que le chant des coqs. De l'autre côté du golfe de Gascogne, en Bretagne, circulent des traditions concernant la cité de Ker Ys qui se situaient sur les terres de la baie de Douarnenez gagnées sur la mer et protégées par une puissante digue. La fille du roi de la cité, Dahud, remit les clés de la digue à un démon qui s'était déguisé en élégant prince, action qui se termina par la submersion de la ville.
Mais il existe également des mythes autour de la monarchie asturienne qui tiennent de la plus pure tradition judéo-chrétienne : la Chronique A Sebastián raconte que lorsque trépassa le roi Alphonse Ier un événement extraordinaire se produisit à Cangas de Onís. Alors que les notables veillaient sa dépouille à la cour, des cantiques célestes se firent entendre. Ils entonnaient le texte suivant du Livre d'Isaïe qui par ailleurs était celui utilisé par la liturgie hispanique pendant la Veille du Samedi de Gloire :

« Je disais : Dans la paix de mes jours je m'en vais aux portes du schéol ; je suis privé du reste de mes ans ! Je disais: Je ne verrai plus Yahweh, Yahweh sur la terre des vivants ; je ne verrai plus les hommes, parmi les habitants du silencieux séjour ! Ma demeure est enlevée, emportée loin de moi comme une tente de bergers. Comme un tisserand, j'ourdissais ma vie ; il me retranche du métier ! Du jour à la nuit tu en auras fini avec moi !	Je me suis tu jusqu'au matin ; comme un lion, il brisait tous mes os ; du jour à la nuit tu en auras fini avec moi ! Comme l'hirondelle, comme la grue, Je crie ; je gémis comme la colombe ; mes yeux se sont lassés à regarder en haut "Yahweh, on me fait violence ; sois mon garant ! »

— Is 38, 10-14

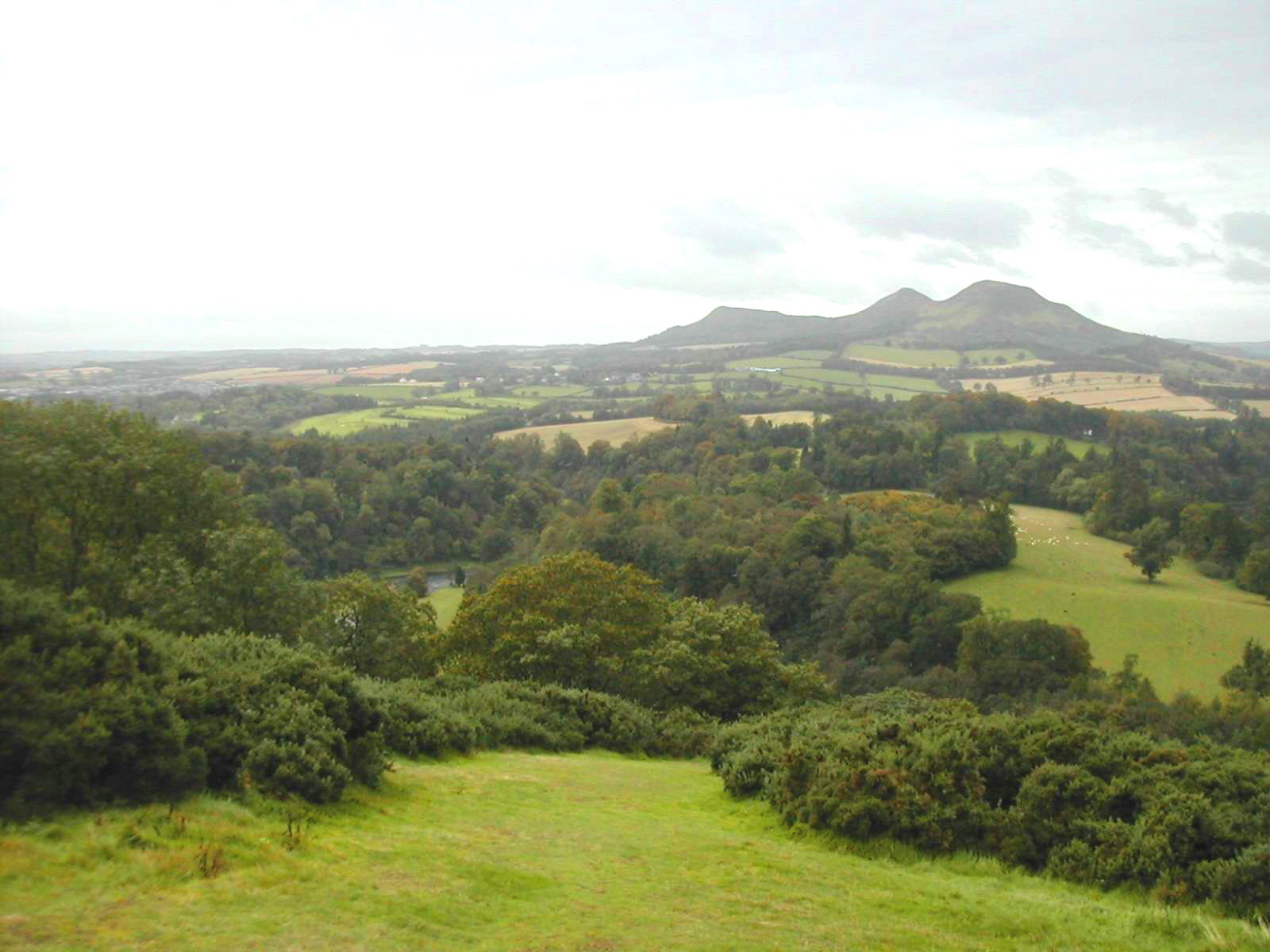
Les collines d'Eildon, en Écosse. Ultime demeure du Roi Arthur, un des héros dormants les plus célèbres de la tradition européenne, à laquelle appartient évidemment le folklore asturien.

En Asturies on trouve aussi des représentants du mythe du Roi Dormant : selon la légende, il est encore possible de nos jours de voir errer le roi Fruela dans le Jardin des Rois de la Cathédrale d'Oviedo et on dit que son petit-fils, le fameux chevalier Bernardo del Carpio, repose aussi dans une grotte des monts asturiens. La tradition narre qu'une fois un paysan perdit une de ses vaches, et quand il entra dans la grotte pour la chercher il entendit une voix qui affirmait être Bernardo del Carpio, vainqueur des Francs à Roncevaux. Après lui avoir raconté qu'il avait vécu seul pendant des siècles dans cette grotte, il dit au paysan : « Donne-moi ta main, car je veux savoir comment sont les hommes d'aujourd'hui ». Le vacher, étonné, atteint la corne d'une vache qui au moment d'être prise par le géant, disparut en un instant. Le paysan s'en alla épouvanté, non sans entendre Bernardo dire : « Les hommes d'aujourd'hui ne sont pas comme ceux qui m'aidèrent à tuer les Français à Roncevaux »,.
Les parallèles sont évidents entre ces légendes et celles qui entourent les autres héros médiévaux comme Barberousse ou le Roi Arthur. Du premier on affirme qu'il ne mourut pas, mais qu'il se retira à l'intérieur du mont Kyffhäuser et d'où il reviendra pour rétablir l'antique gloire de l'Allemagne quand les corbeaux cesseront de voler. Du second on affirme qu'il vit auprès de ses chevaliers dans une multitude de grottes et de colline sur l'île de Grande-Bretagne. Sa demeure la plus célèbre est celle que lui attribua Sir Walter Scott : les collines d'Eildon, en Écosse, où se réfugia Arthur après son ultime bataille, et où il dormira jusqu'à ce que vienne l'heure où le destin lui permette de nouveau de diriger la Grande-Bretagne.

## Les Chroniques du royaume des Asturies

### Chroniques chrétiennes
Chroniques rédigées en territoire andalou :
- Chronique arabo-byzantine de 741 (également appelée Continuatio Hispana)
- Chronique mozarabe (754)

Chroniques rédigées pendant le règne d'Alphonse III :
- Chronique d'Albelda
- Chronique Rotense
- Chronique A Sebastián
- Chronique Prophétique

Chroniques du XIe siècle :
- Chronique de Sampiro

Chroniques du XIIe siècle :
- Chronique Silense ou du moine anonyme de Santo Domingo de Silos
- Chronique de Pélage, évêque d'Oviedo
- Chronique de l'empereur Alphonse VII
- Chronique du moine anonyme de Najéra

Chroniques rédigées pendant le règne de Ferdinand III de Castille :
- Chronicon mundi, de Luc, évêque de Tui
- Chronique latine des rois de Castille, de Jean, évêque d'Osma
- De rebus Hispaniae, de Rodrigo Jiménez de Rada

Chronique rédigées pendant le règne d'Alphonse X le Sage :
- Estoria de España, également appelée Chronique Générale d'Espagne, la première écrite en castillan.

### Chroniques musulmanes
- Chronique d'Al-Maqqari

## Héritage
« Au pied de cette gigantesque forteresse naturelle des Pics d'Europe qui s'élève à quelques kilomètres à peine de la mer Cantabrique, les Astures et les Cantabres luttèrent contre Rome, alors maître du monde. Dans l'une des entrées de cette forteresse, Pélage résista (718-722) face aux musulmans qui dominaient depuis l'Inde jusqu'à l'Atlantique »

— C. Sánchez Albornoz

« Santi Yagüe (Saint Jacques) sera intronisé anti-Muhammad et son sanctuaire compostellan deviendra l'anti-Kaaba. Cette mutation confère à la légende son caractère définitif. Compostelle devient le point de convergence de la chrétienté militante opposée à la Mecque, et le pèlerinage populaire du Chemin de Saint-Jacques, la réplique franque et galaïco-léonaise du hajj (le saint pèlerinage musulman). La Providence accordera désormais la victoire au cavalier sur sa « neigeuse et impétueuse » monture non seulement sur les Maures de la Péninsule mais aussi, dans un extraordinaire vol transocéanique, sur les Aztèques, faisant pencher la balance en pleine bataille en faveur d'Hernán Cortés et des siens. »

— Juan Goytisolo
Le royaume des Asturies est traditionnellement perçu comme l'origine de la Reconquista. Si dans les premiers instants il ne s'agit effectivement que d'une lutte indigène contre des peuples étrangers (comme les Astures et les Cantabres avaient déjà combattu les Romains et les Wisigoths), l'expansion spectaculaire ultérieure et le fait d'avoir contenu le germe de la célèbre Couronne de Castille (union des royaumes de Castille et León) furent d'une importance historique qu'il ne fallait pas sous-estimer pour l'époque.

Armes des quatre royaumes constituants de l'Espagne : León, Castille, Aragon et Navarre. Les deux premiers naquirent du royaume des Asturies

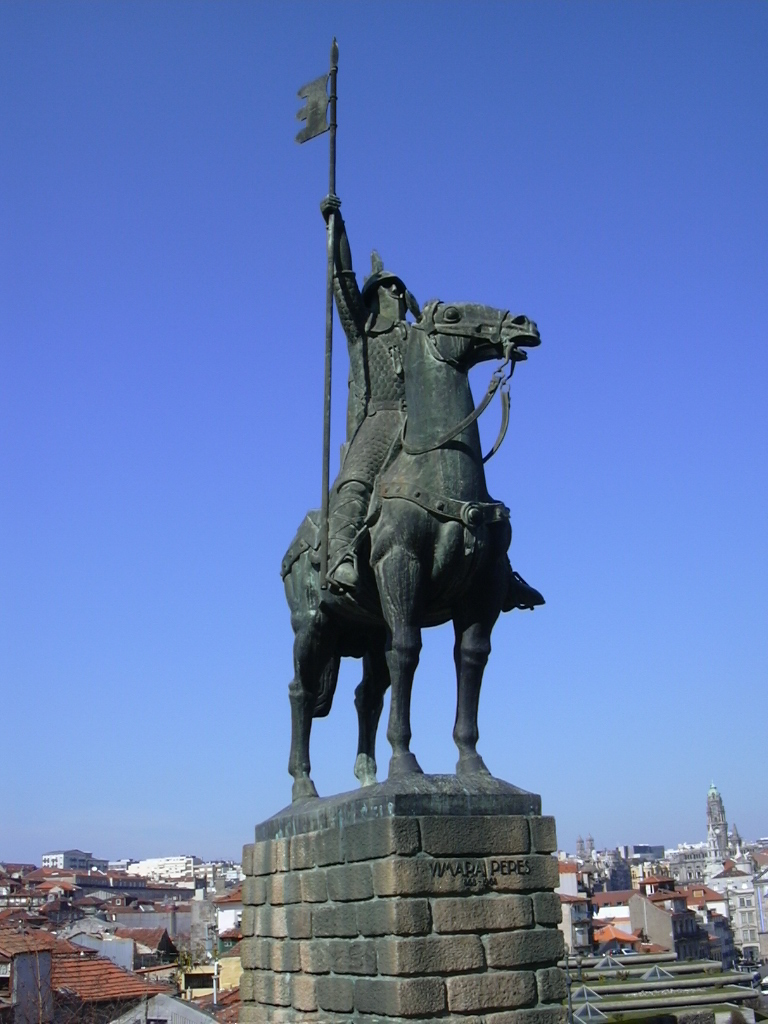
Vímara Peres, noble galicien fondateur du comté de Portugal, duquel naquit ultérieurement le royaume du Portugal

Du royaume des Asturies émergèrent trois entités politiques différenciées : les royaumes de León, Castille, et Portugal. Après le déplacement de la cour à León par Fruela II, le centre de gravité du royaume se déplaça vers le Sud et à partir de cette époque on commença à parler du royaume de León, dont les monarques se considèrent comme les héritiers de la monarchie asturienne. Si dans ses premières décennies d'existence l'autorité des rois asturo-léonais était en effet assez forte, des tendances discordantes surgirent à partir du milieu du Xe siècle, particulièrement en Castille et au Portugal.
Les comtés castillans se regroupèrent au milieu du IXe siècle autour de la dynastie comtale fondée par Ferdinand Gonzalez. Si à ses débuts le comté de Castille ne parvint effectivement pas à s'affranchir formellement du royaume de León, il passa vite sous l'influence du roi Sanche III de Navarre qui abrogea définitivement la dépendance juridique vis-à-vis des rois léonais. Son fils Ferdinand Ier hérita du comté de Castille et après avoir défait le souverain du León il annexa son royaume. Après la mort d'Alphonse VII, les royaumes de León et de Castille se séparèrent de nouveau pour 70 ans, jusqu'à être unifiés définitivement par Saint Ferdinand III. Le souvenir de la monarchie asturienne survécut dans les cours de rois de Castille et d'Espagne. Alphonse X le Sage, dans son Estoria de España, estimait le royaume des Asturies comme le lieu où débuta la Reconquista et la rechristianisation de l'Espagne. Des siècles plus tard, le premier parc national d'Espagne, celui de la Montagne de Covadonga (de nos jours Parque Nacional Picos de Europa, fut créé par Alphonse XIII en 1918 pour célébrer le 1200e anniversaire du couronnement de son prédécesseur Pélage et de la bataille de Covadonga. Outre-mer, la pieuse légende affirme que Saint Jacques Matamoros, protecteur du royaume asturien, apparut lors de la bataille d'Otumba, déséquilibrant le combat en faveur des Espagnols. De nombreuses villes américaines comme Santiago de Cuba ou Santiago du Chili portent le nom de cet apôtre dont la dépouille fut découverte aux temps d'Alphonse II, dans un lieu situé aux confins du royaume des Asturies.
En ce qui concerne le Portugal, ce fut Alphonse III des Asturies qui envoya en 868 un de ses vassaux, le comte galicien Vimara Peres prendre et repeupler la ville de Porto et les territoires portucalenses entre le Minõ et le Duero (lui-même fonda la ville de Guimarães). De cette manière, en même temps que dans le centre hispanique naissait le comté de Castille vassal des rois asturo-léonais et navarrais, surgit à la frontière sud-ouest galaïco-asturienne le comté de Portugal, qui demeura également vassal des rois des Asturies et de León entre le IXe et le XIIe siècle. Simultanément à la pointe sud-est de la péninsule naissait le comté d'Aragon, d'abord vassal des rois francs. Au cours du XIe siècle les comtés de Castille et d'Aragon s'élevèrent au rang de royaume, ce qui se produisit également au XIIe siècle avec le comté de Portugal. Depuis sa fondation par le noble Vimara Peres et sa repopulation par les galiciens au IXe siècle, le comté de Portugal avait été un territoire autonome au sein du royaume de Galice. En 1071 le comte de Portugal Nuno Mendes (qui était entré en rébellion) fut défait à la bataille de Pedroso par le roi García de Galice, fils de Ferdinand le Grand, qui prit le titre de roi de Galice et de Portugal, unissant de manière éphémère tous les galaïco-portugais. Mais quelques mois plus tard García fut fait prisonnier et le resta jusqu'à la fin de ses jours après avoir été mis en déroute par ses deux frères, Sanche II de Castille et Alphonse VI de León. En 1072 García récupéra son trône à la mort de Sanche. Pourtant, étant appelé pour des pourparlers par Alphonse de León (alors en outre roi de Castille à la suite de la mort de Sanche en 1073), il fut trahi par celui-ci et fait prisonnier définitivement au château de Luna jusqu'à sa mort en 1090.

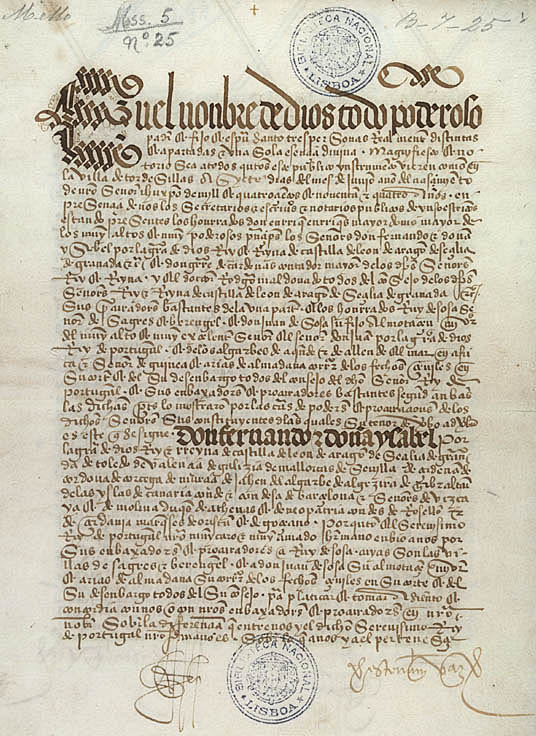
Original du Traité de Tordesillas (1494) en vertu duquel les couronnes du Portugal et de Castille et León délimitaient leurs aires d'influence respective : les successeurs de Pélage procédaient au partage du Monde.

Alphonse VI de León, Castille et désormais aussi Galice et Portugal (le Portugal soit toujours un comté dépendant de Galice durant le règne d'Alphonse VI) une fois réunies les quatre couronnes de ses quatre aïeux, une fois ses deux frères écartés du pouvoir, s'intitula Empereur des Hispanies, sans doute par influence byzantine. Peu de temps après, il sépara de nouveau la Galice et le Portugal quand il remit leur commandement à ses deux gendres, Raymond de Bourgogne et Henri de Bourgogne. Ce dernier gouverna en tant que régent du Portugal jusqu'à sa mort, étant plus jeune que la comtesse propriétaire du Portugal, Thérèse de León, qui commença à régner d'elle-même quand elle se retrouva veuve. L'infante-comtesse descendait par sa branche paternelle des antiques comtes portucalenses, puisque sa bisaïeule Elvira Mendes de Portugal était la comtesse souveraine du Portugal et épouse d'Alphonse V de León, comme l'explique l'historien Luís de Mello Vaz de São Payo dans son œuvre. Le comte Henri et plus tard la reine Thérèse conduisirent tous deux le comté de Portugal vers un processus d'indépendance graduelle qui culminerait avec l'autoproclamation de leur fils le prince Alphonse Ier de Portugal comme roi après la bataille d'Ourique en 1139, au cours de laquelle selon la légende — bien sûr — apparurent dans le ciel la croix, le sang et le visage du Christ, accompagnées de la phrase en or IN HOC SIGNO VINCES. Cette légende est seulement documentée depuis le XIVe siècle, époque de la fondation de l'Ordre du Christ qui emprunta ces mots et les disposa autour de son écu rouge et cruciforme.
Sur le plan strictement asturien, le royaume des Asturies est le lieu de naissance de l'asturien, du bable et de l'asturo-léonais, langue également parlée au royaume de León. Déjà dans des textes anciens comme l'Ardoise de Carrio on peut distinguer les traits formant l'ébauche d'un dialecte protoroman asturo-léonais, par exemple la diphtongue du e bref latin (vostras → vuestras) ou la palatalisation du groupe c'l (ovecula → oveya). Si les documents de l'époque du royaume des Asturies étaient rédigés dans leur quasi-totalité en latin, il ne fait aucun doute qu'à la cour on employait comme langue vernaculaire une forme primitive de l'asturien. En ce sens les premiers documents officiels écrits en asturo-léonais commencèrent à apparaitre au XIe siècle et parmi eux se distinguent le Liber Iudiciorum (Fueru Xulgu) et différents droits municipaux. Au sein du premier parlement de l'Histoire en Europe, les Cours de León de 1192, la langue employée aussi bien du roi que des procureurs était l'asturo-léonais. Cette langue jouissait alors d'un grand prestige qui venait de son usage par les rois de León, successeurs de Pélage. Il faut souligner le fait qu'au Portugal on avait pour habitude pour désigner les monarques le titre El-Rei qui peut être considéré comme asturo-léonais et non galaïco-portugais (auquel cas on lui ferait correspondre la forme O-Rei).
Quelques siècles après le règne des derniers rois asturiens, en 1388 fut créée la principauté des Asturies et le titre de prince des Asturies que porterait l'héritier des royaumes de la Couronne de Castille et, ultérieurement, de celle d'Espagne. Actuellement[Quand ?], le titre est porté par Leonor, fille de Felipe VI.

Drapeau de la principauté des Asturies

Armoiries de la principauté des Asturies

Le territoire de la principauté ne fut constitué que des Asturies d'Oviedo. Les Asturies de Santillana, qui tenaient leur appellation depuis le XIIe siècle, formèrent la mérindade nommée à partir du XVe siècle Montagne de Burgos, puis en 1833 province de Santander et enfin Communauté Autonome de Cantabrie depuis 1982.
Après avoir maintenu la principauté comme entité territoriale pendant toute la période de l'Ancien Régime, la division territoriale de l'Espagne de 1833 forma la province d'Oviedo qui comprenait les communes des anciennes Asturies d'Oviedo auxquelles on ajoutait Ribadedeva, Peñamellera Alta et Peñamellera Baja des anciennes Asturies de Santillana. En 1983, la province d'Oviedo changea son nom pour province des Asturies, étant l'unique province de la communauté autonome de la principauté des Asturies.
Le drapeau et les armoiries de l'actuelle principauté des Asturies comprennent la figure de la Croix de la Victoire.

## Article original
Le royaume des Asturies fut de prime abord nommé Gothie dans les chroniques mozarabes. Distinguer la tradition rendue par le récit national du fait réel est impossible compte tenu de ces traces écrites.

### Étymologie
Le nom Asturies vient du peuple d'origine celte qui peuplait cette région du Nord-Ouest de l'Espagne avant la conquête romaine, les Astures. Elle fut conquise par Auguste en 22 av. J.-C. et fut intégrée à l'Empire romain comme la totalité de la péninsule ibérique. À la chute de l'Empire romain, comme l'ensemble de l'Occident, la péninsule ibérique fut désorganisée et les rois wisigoths ne réussissaient pas à y établir un pouvoir fort.